# 독일의 재통일

서독과 동독 (1949–1990)

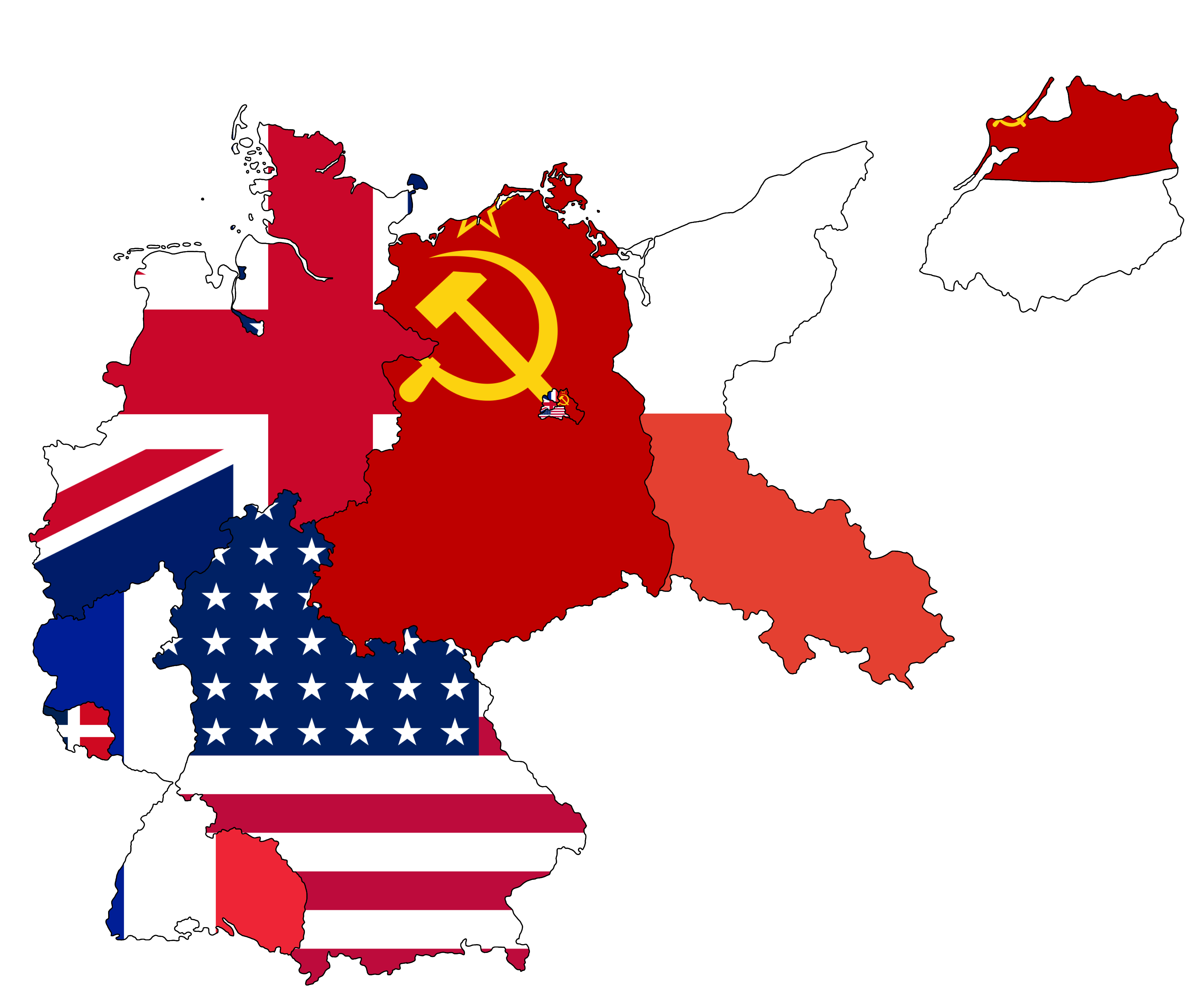
연합군 점령하 독일 및 자르 보호령

독일 (1990년~현재)

독일의 재통일(독일어: Deutsche Wiedervereinigung)은 독일을 단일 주권국으로 재수립하는 과정이었다. 이 과정은 1989년 11월 9일에 시작되어 1990년 10월 3일에 독일 민주 공화국의 해체와 재설립된 구성 연방 주들의 독일 연방 공화국으로의 통합을 통해 현재의 독일을 형성하며 절정에 달했다. 이 날짜는 관례적인 독일 통일의 날로 선정되었고, 그 이후로 매년 국경일로 기념되고 있다. 같은 날, 동베를린과 서베를린도 단일 도시로 재통일되었으며, 이는 결국 독일의 수도가 되었다.
독일 사회주의통일당(SED)이 통제하던 동독 정부는 1989년 5월 2일 헝가리 국경철책 철거로 철의 장막에 구멍이 생기면서 흔들리기 시작했다. 국경은 여전히 엄중히 통제되었지만, 범유럽 피크닉과 동구권 통치자들의 우유부단한 반응은 돌이킬 수 없는 움직임을 시작했다. 이는 수천 명의 동독인들이 헝가리를 통해 서독으로 탈출하는 것을 허용했다. 동독 시민들의 일련의 시위를 포함한 국제적인 1989년 혁명의 일부인 평화 혁명은 1989년 11월 9일 베를린 장벽 붕괴와 1990년 3월 18일 동독의 첫 자유 선거로 이어졌고, 이후 두 나라 간의 협상을 통해 통일 조약이 체결되었다. 두 독일과 독일을 점령했던 네 강대국 간의 다른 협상을 통해 2+4 조약이 체결되었으며, 이 조약은 1991년 3월 15일에 통일된 독일 국가에 완전한 주권을 부여했다. 이는 그 두 부분이 이전에는 제2차 세계 대전 이후 점령 지역으로서 여러 제한에 묶여 있었음에도 불구하고 이루어진 것이었다. 하지만 마지막 러시아 점령군이 독일을 떠난 것은 1994년 8월 31일이었다.
유럽의 제2차 세계 대전 종전 후, 1945년 4월 30일 아돌프 히틀러의 자살과 함께 구 독일국은 모든 독일 무장 세력의 무조건 항복과 모든 독일 중앙 정부 권한의 부재로 인해 사실상 존재하지 않게 되었으며, 독일은 승전 연합국 네 나라에 의해 점령되고 분할되었다. 미국의 독일 점령 지역, 영국의 독일 점령 지역, 프랑스의 독일 점령 지역이 합쳐져 1949년 5월 23일에 서독인 독일 연방 공화국을 형성했다. 소련의 독일 점령 지역은 1949년 10월에 동독인 독일 민주 공화국을 형성했다. 서독은 1955년에 NATO에 가입했다. 1990년에도 통일 독일이 이 목적을 위해 "전체 독일"을 대표할 수 있는지에 대해 다양한 의견이 유지되었다. 1989년 혁명과 관련하여 1990년 9월 12일, 네 연합국과의 2+4 조약에 따라 동독과 서독 모두 1990년 이전의 공동 경계가 독일 정부가 주장할 수 있는 전체 영토를 구성한다는 원칙에 동의했다.
재통일된 국가는 승계국이 아니라 1949년부터 1990년까지 존재했던 서독의 확대된 연속체이다. 확대된 독일 연방 공화국은 유럽 경제 공동체(EEC)(이후 유럽 연합) 및 NATO와 유엔을 포함한 국제 기구 내에서 서독의 의석을 유지했으며, 바르샤바 조약 및 동독만 속했던 다른 국제 기구의 회원 자격은 포기했다.

## 명칭

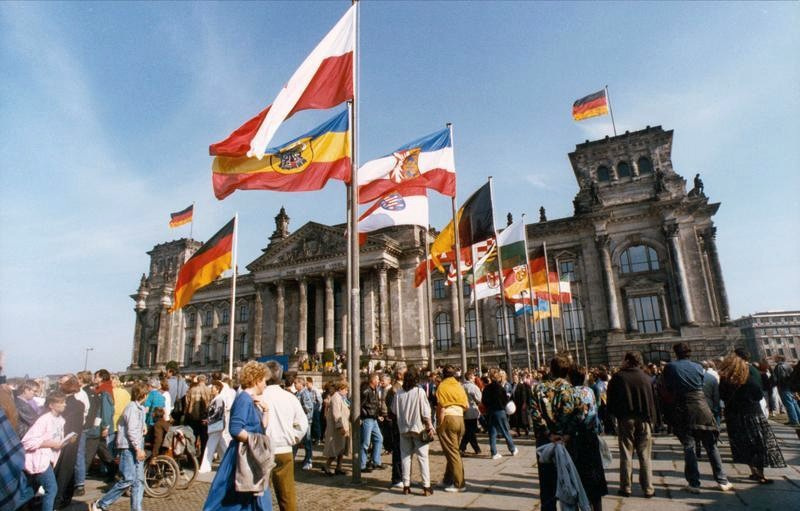
1990년 독일 통일의 날, 독일 모든 주의 국기가 독일 베를린의 국가의회 의사당에 걸려 있다.

"독일 재통일"이라는 용어는 네 연합 점령국으로부터 완전한 독일 주권을 가지고 독일 민주 공화국이 독일 연방 공화국에 가입하는 과정을 지칭한다. 이는 1866년 8월 18일부터 1871년 1월 18일까지 프로이센 왕국이 주도하여 대부분의 독일 국가들이 독일 제국으로 통합된 과정과 구별하기 위한 것으로, 1990년 10월 3일은 독일이 다시 단일 국민국가가 된 날이었다. 그러나 정치적, 외교적 이유로 서독 정치인들은 독일인들이 흔히 "디 벤데"(대략: "전환점")라고 부르는 시기에 "재통일"이라는 용어를 조심스럽게 피했다. 1990년 조약은 공식 용어를 독일어: Deutsche Einheit("독일 통일")로 정의한다. 이 용어는 독일에서 흔히 사용된다.
1990년 이후, 독일어: die Wende라는 용어가 더 흔해졌다. 이 용어는 일반적으로 실제 통일로 이어진 사건들(주로 동유럽에서)을 지칭하며, "전환점"으로 느슨하게 번역된다. 동독의 반공 활동가들은 SED 서기장 에곤 크렌츠가 도입한 용어인 독일어: Wende를 거부했다.
일부 사람들은 재통일을 동독의 서독으로의 흡수 합병으로 분류할 수 있다고 주장했다. 에르푸르트 대학교의 학자인 네드 리처드슨-리틀은 합병이라는 용어가 정치 스펙트럼 전반의 배경에서 해석될 수 있다고 언급했다. 2015년 러시아가 이를 합병으로 분류하는 제안을 했고, 미하일 고르바초프는 이를 '말도 안 되는 소리'라고 일축했다. 2010년에는 마티아스 플라체크가 재통일을 '안슐루스'라고 언급하기도 했다.

## 재통일의 전조

독일의 네 연합국 점령 지역 (사실상 자르 보호령 제외)을 보여주는 독일 지도 (1947~1949)

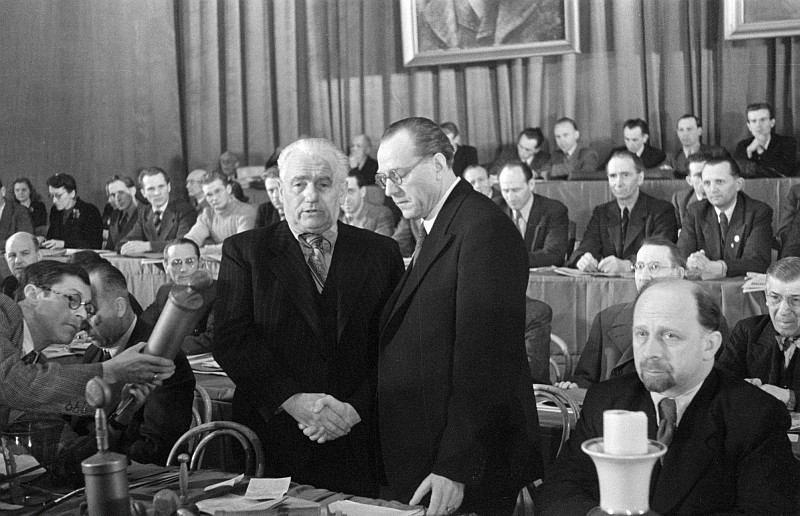
1946년 4월 21일 동독의 한 정치 행사: 오토 그로테볼(오른쪽)과 빌헬름 피크(왼쪽)는 두 정당인 SPD와 KPD의 합병을 봉인하여 미래의 동독을 지배할 공산당인 SED를 상징적인 악수로 형성한다. 발터 울브리히트는 그로테볼의 오른쪽 전경에 앉아 있다.아브라함 피사렉

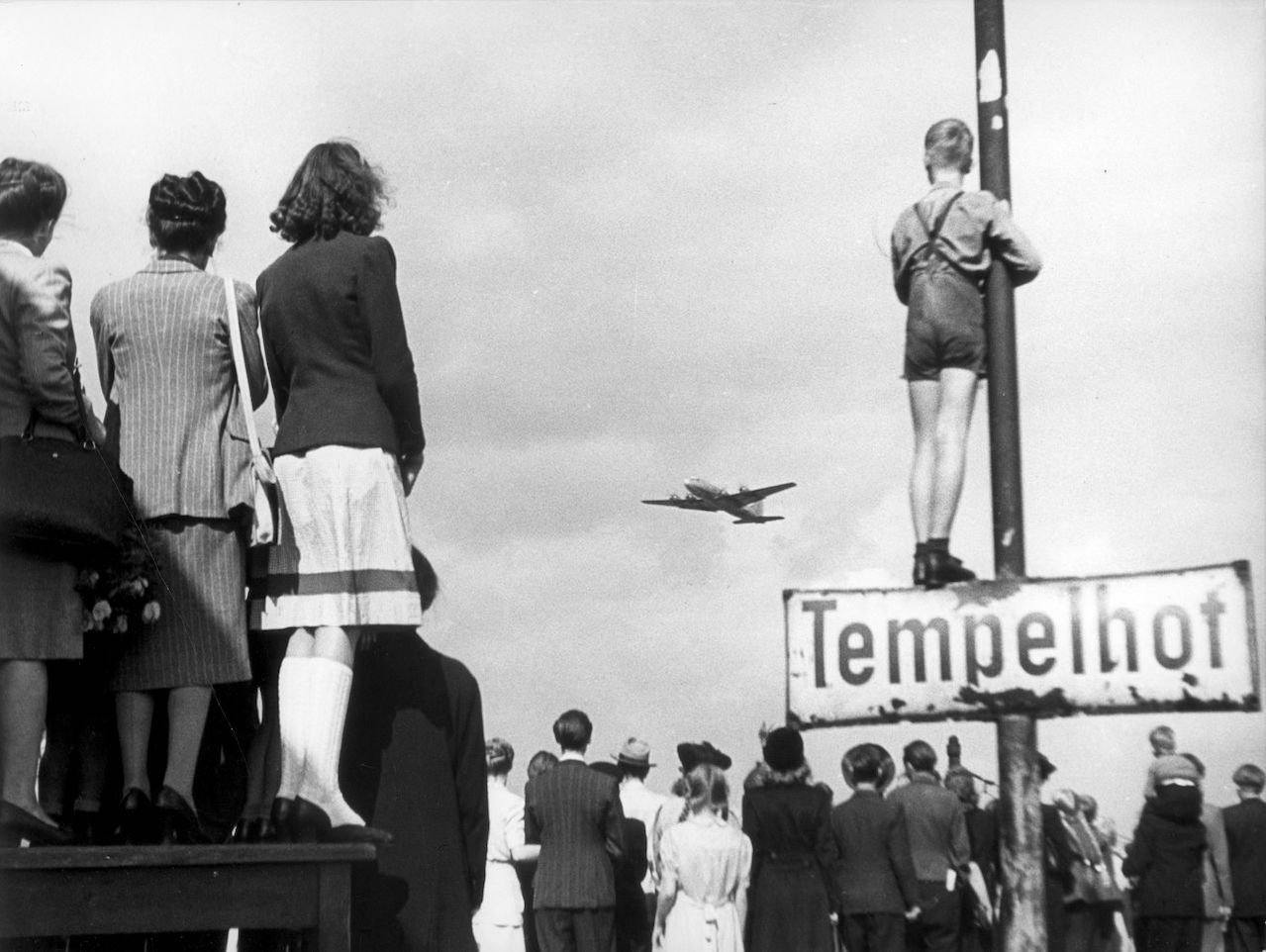
베를린 봉쇄 (1948–1949)

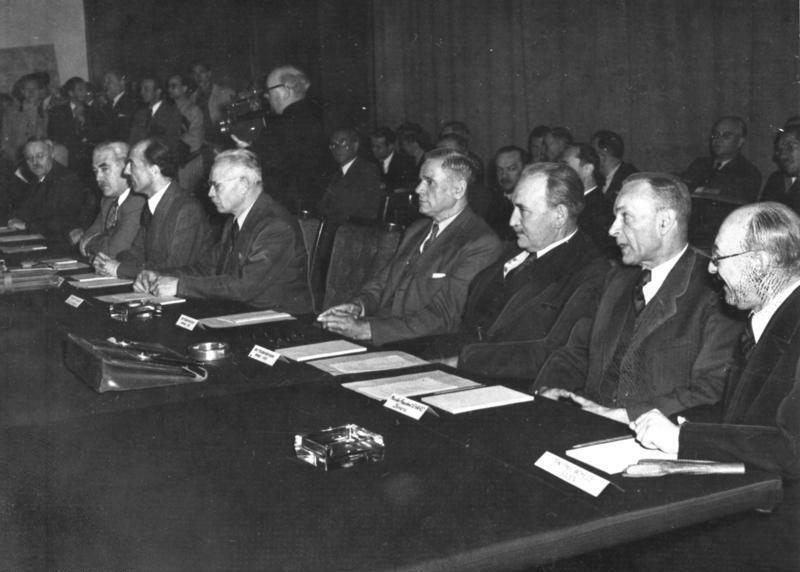
서독 주 총리들과 시장들은 영국, 미국, 프랑스 점령군의 프랑크푸르트 문서를 받았다. 이 문서에는 새로운 국가 설립에 대한 권고가 포함되어 있었고, 독일연방공화국 기본법의 작업 기반을 형성했다. 1948년 7월 1일.

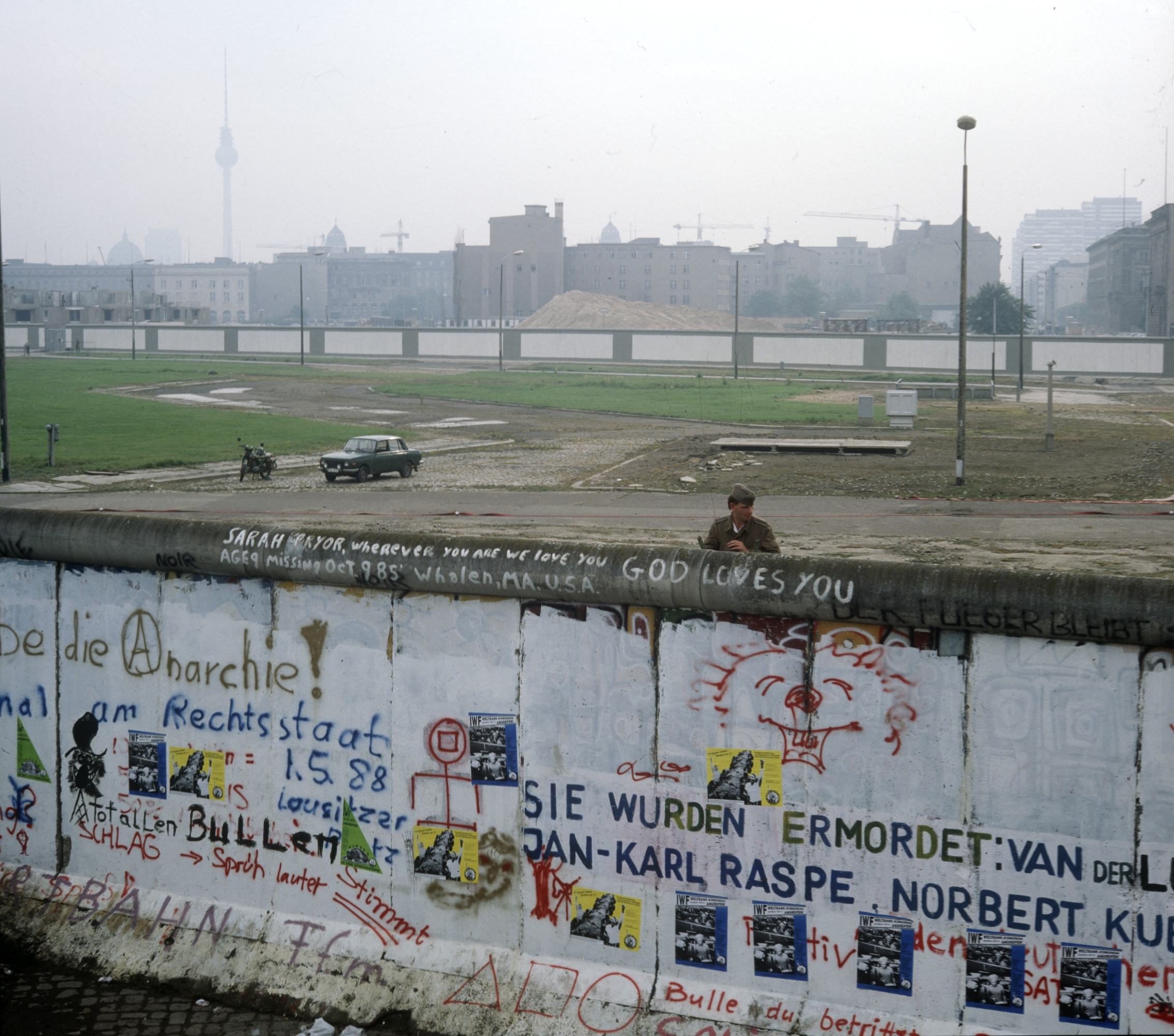
베를린 장벽 (1961–1989)

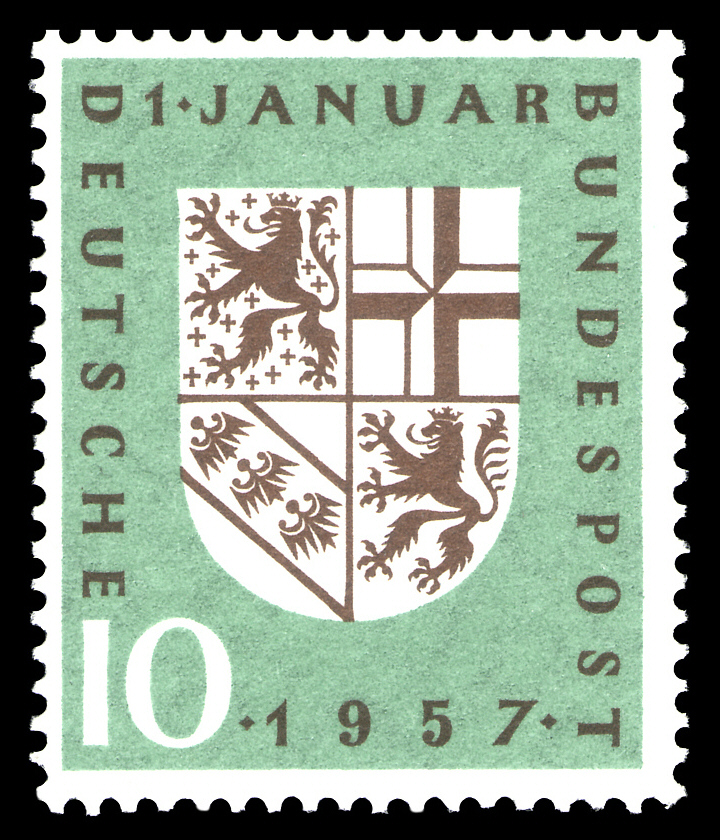
1957년 1월 1일 자를란트가 독일 연방 공화국에 정치적으로 편입된 것을 기념하는 독일 연방우체국 우표 (1957), 새 주 문장 포함.

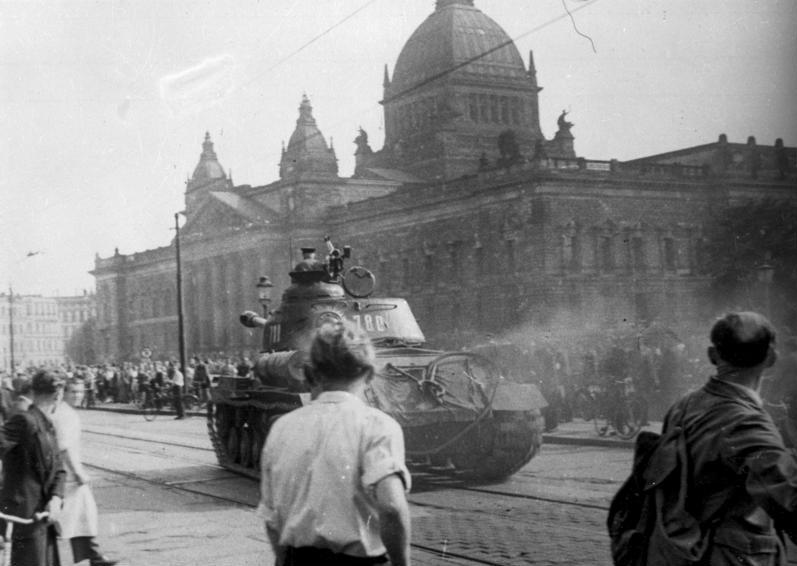
1953년 6월 17일 1953년 동독 봉기 당시 라이프치히의 소련 IS-2 전차 포탑

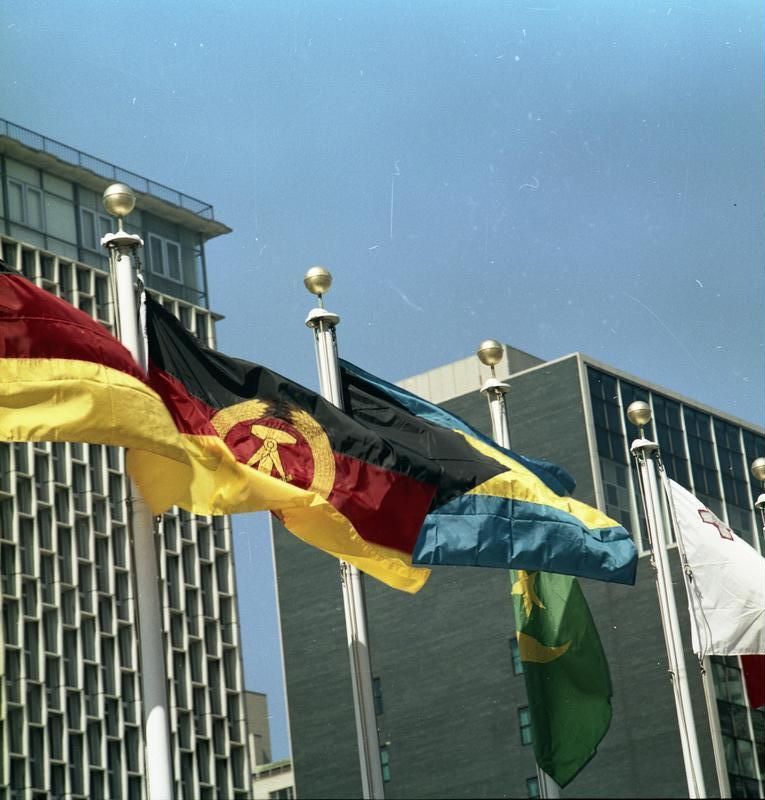
1973년 9월 유엔 본부 앞의 두 독일 국기

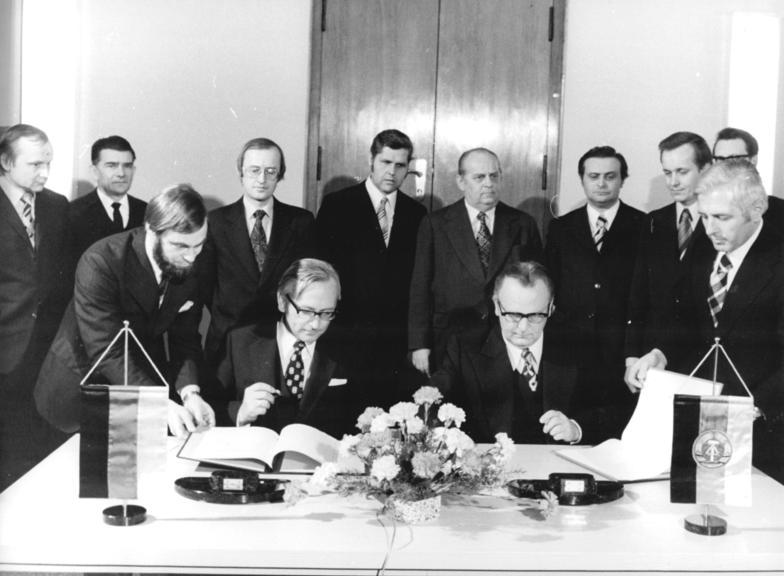
1975년 12월 19일, 상임 대표 귄터 가우스는 동독 재무부 부서장 한스 님메리히와 장관의 집에서 통행료 일괄 지급에 관한 협정에 서명했다.

1945년 4월 30일 아돌프 히틀러의 자살 이후, 카를 되니츠는 히틀러의 마지막 정치적 유언장에 따라 국가원수 칭호를 계승했다. 그 자격으로 그는 1945년 5월 8일에 발효된 모든 독일 무장 군대의 무조건 항복에 서명하는 것을 승인했다. 그는 루츠 그라프 슈베린 폰 크로지크의 지휘 아래 플렌스부르크에 정부를 수립하려고 시도했다. 그러나 이 정부는 연합군에 의해 인정받지 못했고, 되니츠와 다른 모든 구성원들은 5월 23일에 영국군에 의해 체포되었다. 1945년 6월 5일 베를린에서 네 점령국의 최고 사령관들은 공동 베를린 선언에 서명하여 제2차 세계 대전에서 나치 독일의 패배와 1945년 4월 30일 아돌프 히틀러의 사망으로 인한 독일국의 완전한 법적 소멸을 공식적으로 확인했다. 이 선언은 또한 이 네 나라가 독일을 통치하는 연합군 관리 이사회(ACC)를 구성했으며, 오스트리아 합병 이전에 시행되던 독일 국경을 확인했다. 유럽의 추축국을 격파한 주요 세 연합국(미국, 영국, 소련) 간의 포츠담 회담에서 1945년 8월 2일 포츠담 협정으로 독일은 연합군에 의해 점령 지역으로 분할되었으며, 각 지역은 이 네 나라 중 한 나라의 군정 아래에 놓였다. 이 협정은 또한 독일의 국경을 변경하여, 사실상 오데르-나이세선 동쪽의 구독일 동부 영토를 폴란드와 소련에 할양했다(대부분 폴란드에 할양되었는데, 옛 폴란드의 동부 영토는 소련에 합병되었기 때문이었다). 독일의 국경 결정은 소련 독재자 이오시프 스탈린의 압력으로 이루어졌다. 전쟁 중과 전쟁 후에, 중앙유럽과 동유럽의 역사적으로 독일 영토였던 오데르-나이세선 동쪽 지역을 포함하여 그곳에 살았던 많은 독일계 주민들이 전후 독일과 오스트리아 영토로 도피하고 추방되었다. 프랑스의 독일 점령 지역 내 지역인 자르란트는 1947년 12월 17일에 자체 헌법이 발효되면서 독일에서 분리되어 프랑스의 보호령이 되었다.

#### 1948년 이후의 전개
연합국들 사이의 냉전의 일부로 점령된 독일에서 소련과 서방 연합국 간의 지정학적 긴장은 소련이 1948년 3월 20일 ACC에서 사실상 철수하고(네 점령국은 1971년에 ACC의 조치를 복원했다) 1948년 6월 20일부터 1949년 5월 12일까지 서베를린을 봉쇄하게 했다. 같은 해 6월 20일 서독에 새 통화가 도입된 후, 소련은 세 서방 연합국이 서베를린에서 철수하도록 강요할 수 없었다. 결과적으로 새로운 독일 국가의 수립은 불가능하게 되었다. 독일 연방 공화국, 즉 "서독"은 미국, 영국, 프랑스 지역에 1949년 5월 23일에 자유민주주의 국가로 설립되었다. 서독은 세 서방 연합국이 점령하고 1948년 8월 1일에 설립된 트리존에 법적으로 설립되었다. 그 전신은 프랑스 지역이 포함되기 전인 1947년 1월 1일 미국과 영국 지역이 형성한 비존이었다. 트리존에는 서베를린이 포함되지 않았는데, 이 도시 또한 세 서방 연합국에 의해 점령되었지만 사실상 서독의 일부였다. 독일 민주 공화국, 즉 "동독"은 계획 경제와 공공 경제를 가진 공산국가였으며, 스스로를 새로운 국가이자 독일국의 승계자로 선언했다. (독일 연방 공화국과는 대조적으로, 독일 연방 공화국은 자신을 독일국과 부분적으로 동일한 국가로 간주했으며 단순한 승계자가 아니었다. "부분적 동일성"은 현재의 사실상 영토 내에서만 적용되도록 제한되었다.) 이 국가는 1949년 10월 7일 소련의 독일 점령 지역에 설립되었다. 동독에는 소련이 점령한 동베를린이 법적으로 포함되지 않았지만, 사실상 그 수도였다. 독일 정치인과 사회학자들 사이의 심각한 이념적 갈등은 고위 외국 점령군의 영향에 선행했지만, 이는 냉전 시기의 국제적 긴장 상황에서 두 독일 국가의 탄생과 함께 비로소 공식화되었다. 서독의 수도는 본이었으나, 당시 베를린이 분할되어 동독에 의해 사실상 관리되고 있었음에도 불구하고 베를린을 수도로 삼으려는 서독의 열망 때문에 잠정적인 것으로 간주되었다. 동독 또한 원래 서베를린을 차지하여 통일 베를린을 수도로 삼으려 했다.

#### 1952년 이후
서방 연합국과 서독은 1952년 소련의 중립 재통일 제안을 거부하여, 두 독일 정부가 병존하게 되었다. 두 독일 간의 양독 국경, 그리고 이후 베를린 경계는 각각 1952년과 1961년부터 동독에 의해 물리적으로 요새화되고 엄중히 통제되었다. 두 독일 국가의 국기는 원래 같았지만, 1959년에 동독은 자신의 국기를 변경했다. 서독 정부는 처음에는 새롭고 사실상 독일-폴란드 국경이나 동독을 인정하지 않았으나, 나중에 1972년에 국경(1970년 바르샤바 조약을 통해)을, 1973년에 동독(1972년 기본 조약을 통해)을 인정하게 되었다. 이는 동방 공산 국가들과 화해하기 위한 공동 정책의 적용이었다. 동독 정부 또한 처음에는 서독의 존재를 부인했지만, 이후 소련의 "평화공존론" 정책의 영향을 받아 양국 체제를 장려했다. 두 독일의 상호 인정은 양국이 국제적으로 널리 인정받는 길을 열었다. 두 독일은 1973년에 별개의 국가 회원국으로 유엔에 가입했으며, 동독은 이듬해 헌법 개정에서 서독 동포와의 재통일 목표를 포기했다.
| “ | 우리 헌법에 명시된 원칙은 그 누구도 독일의 궁극적인 재통일을 목표로 하는 정책을 포기할 권리가 없다는 것이다. 그러나 현실적인 관점에서 볼 때, 이는 나의 세대를 넘어 여러 세대가 걸릴 수도 있는 목표이다. CDU 지도자 헬무트 콜, 뉴욕 타임스와의 인터뷰, 1976년 | ” |

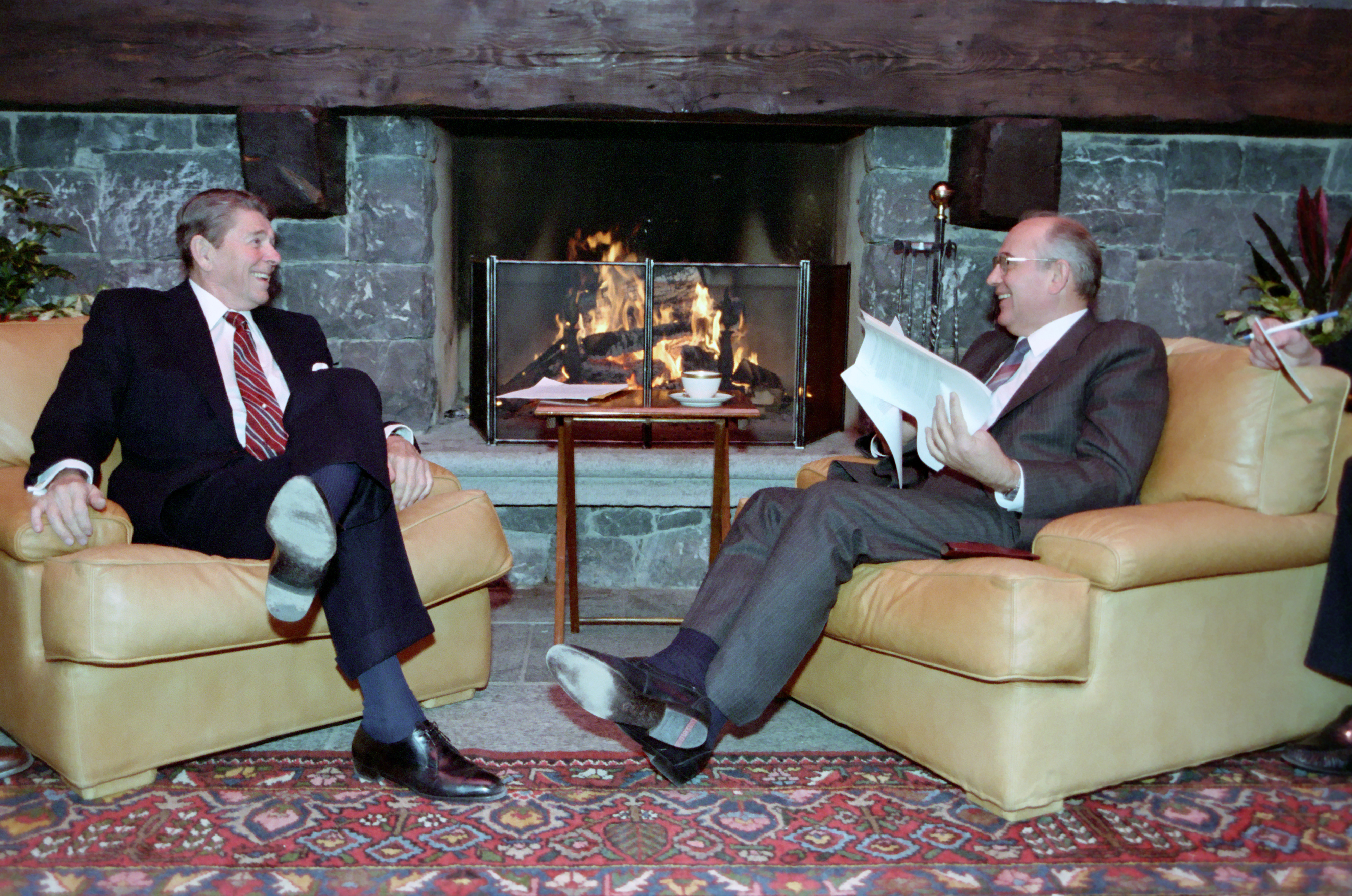
로널드 레이건(미국)과 미하일 고르바초프(소련)의 1985년 11월 19일 제네바에서 열린 첫 정상회담

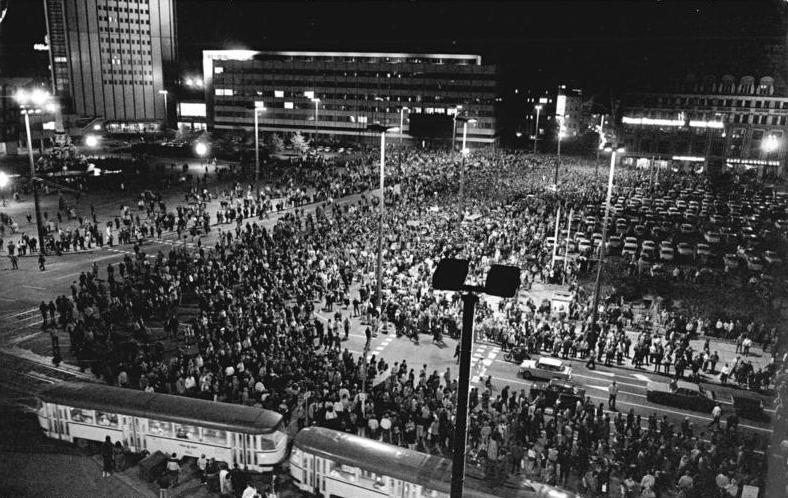
1989년 10월 16일 라이프치히에서 정부에 반대하는 동독 월요 시위

미하일 고르바초프는 1985년부터 소련 공산당 서기장으로서 소련을 이끌었다. 이 시기 동안 소련은 경제적 및 정치적 정체를 겪었으며, 이에 따라 동구권 정치에 대한 개입이 감소했다. 1987년 미국 대통령 로널드 레이건은 브란덴부르크 문에서 연설을 통해 소련 서기장 미하일 고르바초프에게 베를린의 이동의 자유를 막는 "이 장벽을 허무시오"라고 도전했다. 베를린 장벽은 동서 간의 정치적, 경제적 분열의 상징으로 서 있었는데, 이 분열은 윈스턴 처칠이 "철의 장막"이라고 불렀던 것이었다. 고르바초프는 1988년에 소련이 브레즈네프 독트린을 포기하고 동유럽 국가들이 자체 내정을 자유롭게 결정할 수 있도록 허용할 것이라고 발표했다. 1989년 초, 소련의 새로운 정책인 글라스노스트(개방)와 페레스트로이카(경제 개혁) 시대에 접어들면서 고르바초프에 의해 더욱 추진되었고, 폴란드에서는 연대 운동이 자리를 잡았다. 다른 용감한 저항의 이미지에 영감을 받아 그 해 동구권 전역에 혁명의 물결이 일었다.
1989년 5월, 헝가리는 국경 울타리를 철거했다. 그러나 낡은 헝가리 국경 시설의 해체는 국경을 개방하지 않았으며 이전의 엄격한 통제도 제거되지 않았고, 철의 장막에 의한 고립은 전체 길이에 걸쳐 여전히 온전했다. 1989년 8월 19일 범유럽 피크닉에서 오스트리아와 헝가리 간의 국경 문이 열리면서 평화로운 연쇄 반응이 시작되었고, 그 결과 동독은 더 이상 존재하지 않게 되었고 동구권은 해체되었다. 헝가리에서 동독 휴가객들 사이에는 계획된 피크닉에 대한 광범위한 포스터와 전단 광고가 있었다. 당시 카를 폰 합스부르크로트링겐이 이끌던 국제 범유럽 연합의 오스트리아 지부는 쇼프론 국경 근처에서 피크닉에 초대하는 수천 장의 브로슈어를 배포했다. 이는 베를린 장벽이 1961년에 건설된 이래 동독에서 가장 큰 탈출 운동이었다. 소련과 미하일 고르바초프의 국경 개방에 대한 반응을 시험하려는 카를의 아버지 오토 폰 합스부르크의 아이디어를 기반으로 한 피크닉 이후, 수만 명의 미디어에서 정보를 얻은 동독인들이 헝가리로 향했다. 1989년 8월 19일 "데일리 미러"에 실린 에리히 호네커의 언론 반응은 동서독 대중에게 동유럽 공산 통치자들이 자국 영역에서 권력 상실을 겪었고 더 이상 사태를 통제하지 못한다는 것을 보여주었다: "합스부르크는 폴란드 전역에 전단지를 배포하여 동독 휴가객들을 피크닉에 초대했다. 그들이 피크닉에 왔을 때 선물, 음식, 독일 마르크를 받고 서독으로 오도록 설득당했다." 특히 합스부르크와 헝가리 국무장관 임레 포즈가이는 모스크바가 헝가리에 주둔한 소련군에게 개입 명령을 내릴지 고려했다. 그러나 범유럽 피크닉에서의 대규모 탈출, 이후 동독 사회주의 통일당의 주저하는 태도, 그리고 소련의 불개입은 둑을 무너뜨렸다. 그리하여 동구권의 괄호가 깨졌다.
헝가리는 더 이상 국경을 완전히 폐쇄하거나 국경 수비대에게 무력을 사용하도록 강요할 준비가 되어 있지 않았다. 1989년 9월 말까지 30,000명 이상의 동독 시민이 서독으로 탈출했으며, 그 후 동독은 헝가리 여행을 금지하여 체코슬로바키아가 동독인들이 탈출할 수 있는 유일한 인접 국가가 되었다.
그때까지도 독일 안팎의 많은 사람들은 두 나라의 실제 통일이 가까운 미래에는 일어나지 않을 것이라고 믿었다. 독일의 전환점은 1989년 11월 9일 밤 베를린 장벽 붕괴로 시작된 "평화 혁명"으로 특징지어졌으며, 이후 동독과 서독은 40년 이상 독일인들에게 부과되었던 분단을 제거하기 위한 협상에 들어갔다.

## 재통일 과정

### 협력

공산주의 정권에 대한 시위에서 눈에 띄게 보인 국장 문양을 오려낸 동독의 국기

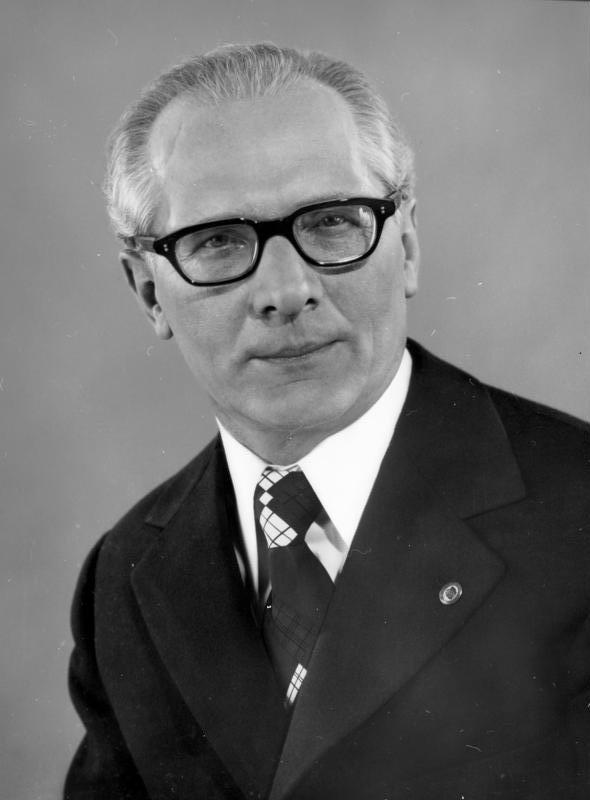
에리히 호네커의 사임 이후 동독의 종말이 분명해졌다.

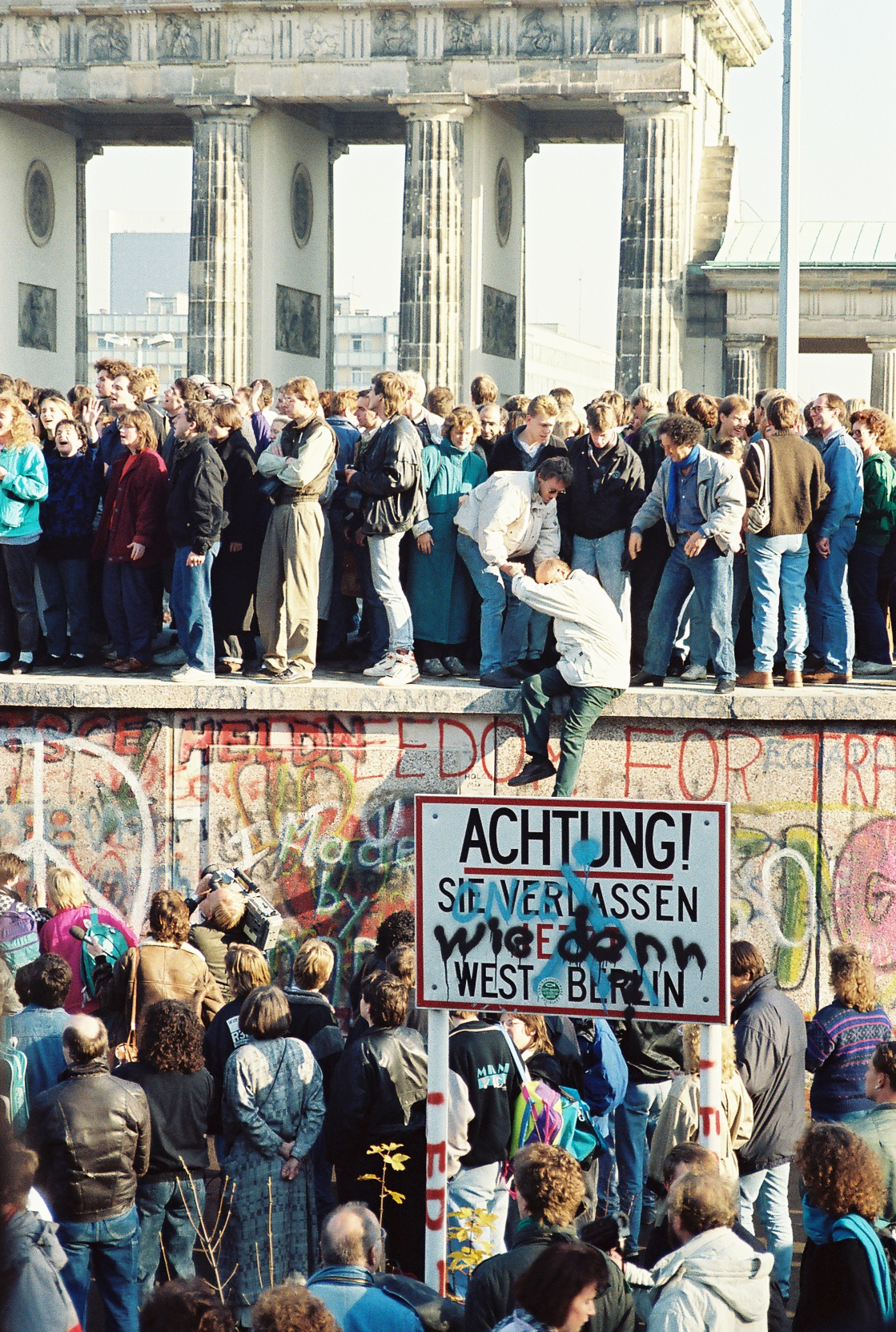
1989년 11월 10일 브란덴부르크 문의 베를린 장벽. ""이라는 낙서가 "서베를린을 떠나는 중"이라는 표지판 위에 쓰여 있다.

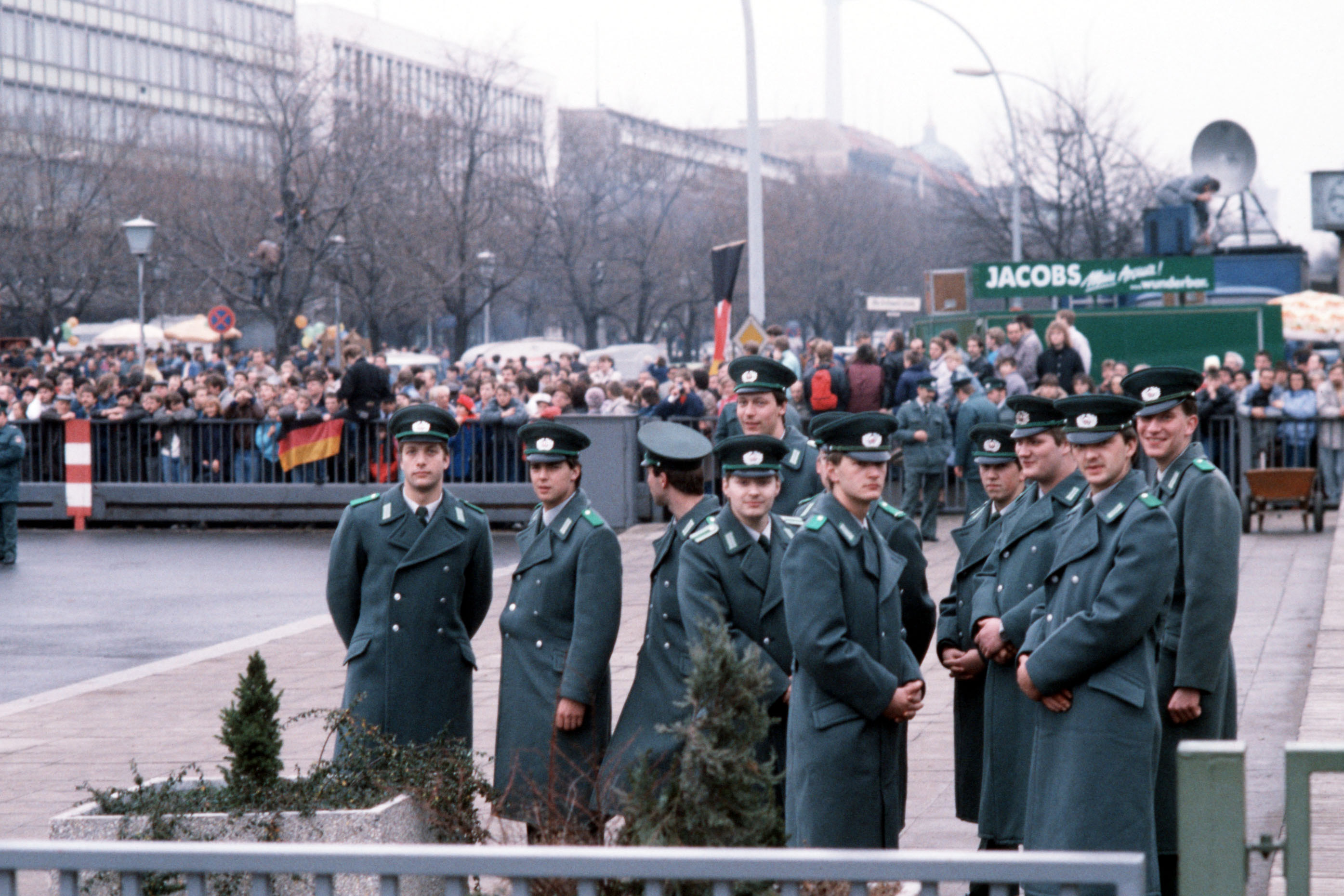
1989년 12월 22일 베를린 장벽 브란덴부르크 문의 공식 개방을 기다리는 동독 인민경찰 경찰관들.

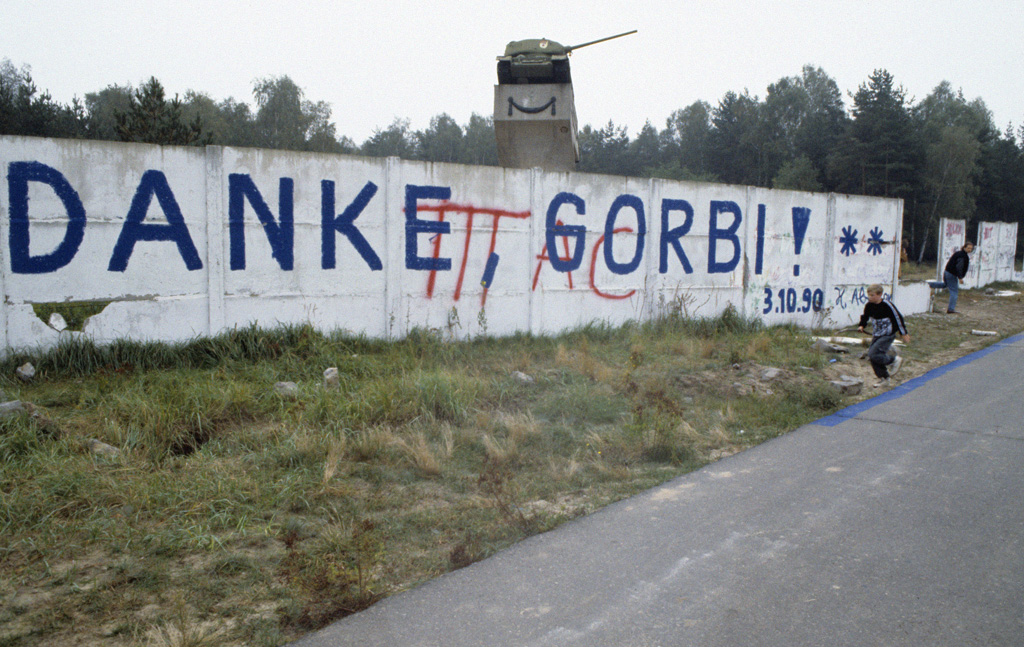
1990년 10월, "고르비, 고맙습니다!"라고 쓰인 베를린 장벽.

1989년 11월 28일 — 베를린 장벽 붕괴 2주 후 — 서독 총리 헬무트 콜은 궁극적인 재통일을 목표로 두 독일의 협력을 확대할 것을 요구하는 10개항 프로그램을 발표했다.
처음에는 시간표가 제안되지 않았다. 그러나 1990년 초에 사건들은 급진전되었다. 첫째, 3월에 동독의 첫 자유 선거에서 민주사회당—옛 독일 사회주의통일당—은 크게 패배했다. 콜의 기독교민주연합의 동독 지부 지도자 로타어 데메지에르 아래에서 신속한 재통일을 목표로 하는 대연정이 구성되었다. 둘째, 동독의 경제와 인프라가 급격하고 거의 완전한 붕괴를 겪었다. 동독은 오랫동안 소련 블록에서 가장 견고한 경제를 가진 것으로 여겨졌지만, 공산주의 헤게모니의 제거는 그 시스템의 허약한 기반을 드러냈다. 동독 마르크는 1989년~1990년 사건 이전부터 동독 밖에서는 거의 가치가 없었고, 동독 경제의 붕괴는 이 문제를 더욱 심화시켰다.

### 경제 통합
독일 경제의 비상 통합에 대한 논의가 즉시 시작되었다. 1990년 5월 18일, 두 독일 국가는 통화, 경제, 사회 통합에 관한 조약에 서명했다. 이 조약은 독일 민주 공화국과 독일 연방 공화국 간 통화, 경제 및 사회 연합 설립 조약(독일어: Vertrag über die Schaffung einer Währungs-, Wirtschafts- und Sozialunion zwischen der Deutschen Demokratischen Republik und der Bundesrepublik Deutschland)이라고 불린다. 이 조약은 1990년 7월 1일에 발효되었으며, 서독의 독일 마르크가 동독의 공식 통화로 동독 마르크를 대체했다. 독일 마르크는 동독인들 사이에서 매우 높은 평판을 얻었으며 안정적인 것으로 간주되었다. 동독이 금융 정책 주권을 서독으로 이전하면서, 서독은 동독 예산과 사회 보안 시스템에 보조금을 지급하기 시작했다. 동시에 많은 서독 법률이 동독에서 발효되었다. 이는 기존의 두 정치, 사회, 경제 시스템 간의 큰 격차를 줄여 통일을 위한 적절한 틀을 만들었다.

### 독일 재통일 조약

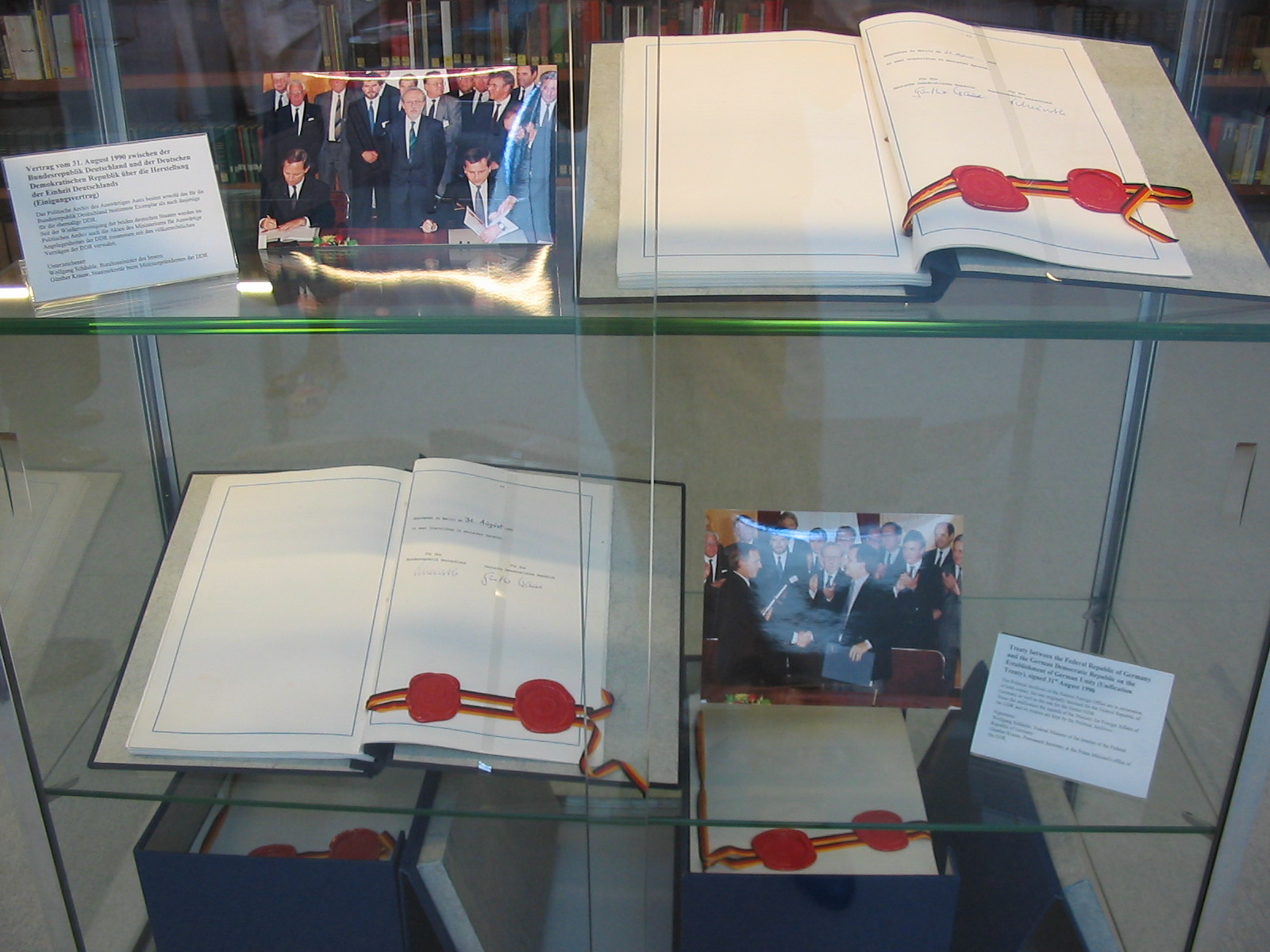
1990년 8월 31일 서명된 통일 조약의 원본 두 부. 서독 내무장관 볼프강 쇼이블레는 독일 연방 공화국을, 동독 국무장관 귄터 크라우제는 동독을 대표하여 서명했다.

동독 의회인 인민의회는 1990년 8월 23일, 1990년 10월 3일부로 동독의 독일 연방 공화국으로의 가입(독일어: Beitritt)과 서독 기본법 제23조에 따라 독일 연방 공화국 기본법의 적용 범위를 동독 영토로 확장할 것을 선언하는 결의안을 통과시켰다. 이 가입 선언(독일어: Beitrittserklärung)은 1990년 8월 25일자 서한을 통해 인민의회 의장 자비네 베르크만폴에 의해 서독 분데스탁 의장 리타 쥐스무트에게 공식적으로 제출되었다. 따라서, 형식적으로 동독의 서독 가입을 통한 재통일 절차와 동독의 서독에서 이미 시행 중인 기본법 수용은 당시 존재했던 서독 기본법 제23조의 규정에 따라 동독의 일방적이고 주권적인 결정으로 시작되었다.
그 가입 결의안에 따라, 1990년 7월 2일부터 두 독일 국가 간에 협상되어 온 "독일 재통일 조약"는 1990년 8월 31일 두 정부 대표에 의해 서명되었다. 이 조약은 공식적으로 독일어: Vertrag zwischen der Bundesrepublik Deutschland und der Deutschen Demokratischen Republik über die Herstellung der Einheit Deutschlands(독일 연방 공화국과 독일 민주 공화국 간 독일 통일 확립에 관한 조약)이라고 명명되었으며, 1990년 9월 20일 양국 입법부에서 대다수의 찬성으로 승인되었다(서독 분데스탁에서 442 대 47, 동독 인민의회에서 299 대 80). 이 조약은 다음 날인 1990년 9월 21일 서독 분데스라트를 통과했다. 통일 조약에 명시되거나 그 이행에 필요한 연방 공화국 기본법 개정안은 1990년 9월 23일 연방 법률로 채택되었으며, 이 법률은 조약을 독일 연방 공화국 법의 일부로 편입시켰다. 해당 연방 법률은 조약 및 그 의정서의 전체 텍스트를 부록으로 포함하며, 1990년 9월 28일 독일어: 분데스게제츠블라트(연방 공화국 법률의 공식 발행물)에 게재되었다. 독일 민주 공화국에서도 조약을 발효시키는 헌법("독일어: Verfassungsgesetz")이 1990년 9월 28일 공포되었다. 조약을 헌법의 일부로 채택함으로써 동독은 별도의 국가로서 자체적으로 해체되는 것을 입법화했다.
조약 제45조에 따라, 1990년 9월 29일 동독과 서독에서 조약 채택에 필요한 각 내부 헌법적 요건의 완수에 대한 통지 교환에 따라 국제법상 발효되었다. 이 마지막 단계와 조약 제1조에 따라, 그리고 동독이 연방 공화국에 제출한 가입 선언에 동조하여 독일은 1990년 10월 3일 CEST 00:00에 공식적으로 재통일되었다. 동독은 브란덴부르크주, 메클렌부르크포어포메른주, 작센주, 작센안할트주, 튀링겐주의 다섯 주로 연방 공화국에 가입했다. 이 주들은 동독의 원래 다섯 주였지만, 중앙집권 체제로 인해 1952년에 폐지되었다. 5월 18일 조약의 일부로, 다섯 동독 주들은 8월 23일에 재설립되었다. 동독의 수도인 동베를린은 서독의 사실상 일부인 서베를린과 재통일되어 베를린 시를 형성했으며, 이는 브레멘과 함부르크와 함께 연방 공화국의 세 번째 도시국가로 가입했다. 베를린은 여전히 공식적으로 연합군 점령 하에 있었지만(이는 2+4 조약의 조항에 따라 나중에야 종료될 것이었다), 1990년 10월 3일부로 도시의 행정적 통합과 확대된 연방 공화국의 수도로서의 편입은 네 연합국에 의해 승인되었으며, 1990년 10월 2일 연합군 관리 이사회의 최종 회의에서 공식적으로 승인되었다. 1990년 10월 3일 자정 정각, 감격적인 의식에서 서독의 흑적금 국기—이제 통일 독일의 국기—가 브란덴부르크 문 위에 게양되었고, 이는 독일 재통일의 순간을 상징했다.

### 헌법적 통합

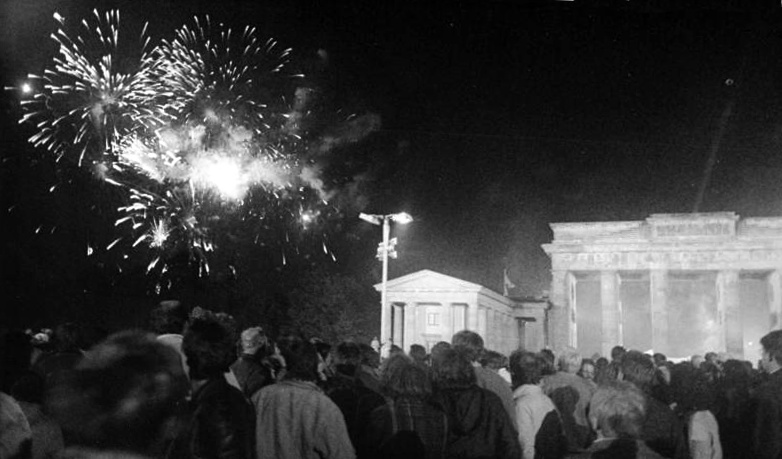
재통일 후 브란덴부르크 문에서의 불꽃놀이

선택된 과정은 궁극적인 재통일을 용이하게 하기 위해 1949년 서독 헌법(독일어: Grundgesetz 또는 기본법)에 명시된 두 가지 선택지 중 하나였다. 기본법은 전체 독일 국민이 영구 헌법을 채택할 때까지 임시로 사용될 의도였다고 명시했다. 해당 문서의 (당시 존재했던) 제23조에 따라, 새로운 주는 단순 과반수 표결로 기본법을 준수할 수 있었다. 1949년에 가입한 처음 11개 주는 트리존을 구성했다. 서베를린은 12번째 주로 제안되었으나, 베를린 전체가 법적으로 4국 점령 지역이었기 때문에 연합국의 반대로 법적으로 금지되었다. 그럼에도 불구하고 서베를린의 정치적 소속은 서독과 함께였고, 많은 분야에서 서독의 구성 주처럼 사실상 기능했다. 1957년 1월 1일, 통일 이전에 프랑스의 보호령(1947–1956)이었던 자를란트주 영토는 서독과 통합되어(그리하여 독일에 재편입) 연방 공화국의 11번째 주가 되었다. 이는 자르 보호령 자체가 분쟁 지역이었고 그 존재가 소련에 의해 반대되었지만 "소규모 통일"이라고 불렸다.
다른 선택지는 제146조에 명시되어 있었는데, 이는 통일 독일을 위한 영구 헌법을 위한 메커니즘을 제공했다. 이 경로는 두 독일 국가 간의 공식적인 통합을 수반하며, 그 후 새로 설립된 국가를 위한 새로운 헌법을 만들어야 했다. 그러나 1990년 봄이 되자 새로운 헌법을 초안하는 데는 서독 내에서 수많은 문제를 야기할 장기적인 협상이 필요하다는 것이 분명해졌다. 이를 고려하지 않더라도 1990년 초에는 동독이 경제적, 정치적 붕괴 상태에 있었다. 이와 대조적으로, 제23조에 따른 재통일은 불과 6개월 만에 실행될 수 있었다. 궁극적으로 통화, 경제, 사회 연합에 관한 조약이 서명되었을 때, 더 빠른 제23조 절차를 사용하기로 결정되었다. 이 절차에 따라 동독은 스스로 해체하고 서독에 가입하기로 투표했으며, 기본법이 발효되는 지역은 단순히 구성 요소를 포함하도록 확장되었다. 따라서 동독 전체가 연방 공화국에 가입했지만, 동독의 구성 요소들은 다섯 개의 새로운 주로 연방 공화국에 편입되었고, 이들은 1990년 10월 14일에 첫 선거를 치렀다.
그럼에도 불구하고, 비록 인민의회의 연방 공화국 가입 선언이 재통일 과정을 시작했지만, 재통일 자체 행위(많은 구체적인 용어, 조건, 자격, 일부는 기본법 자체 개정을 요구함)는 1990년 8월 31일의 후속 통일 조약을 통해 헌법적으로 달성되었다. 즉, 이전의 동독과 독일 연방 공화국이 이제 국제법에서 별개의 주권 국가로 서로를 인정하는 구속력 있는 합의를 통해 이루어졌다. 이 조약은 이후 인민의회와 분데스탁 양측에서 헌법이 요구하는 3분의 2 이상의 다수결로 승인되어, 한편으로는 동독의 소멸을, 다른 한편으로는 독일 연방 공화국 기본법의 합의된 개정을 가져왔다. 따라서 동독은 기본법 제23조에 따라 연방 공화국 가입을 선언했지만, 이는 당시 존재했던 기본법의 수용을 의미하는 것이 아니라, 통일 조약에 따라 이후 개정된 기본법의 수용을 의미했다.
법적으로 재통일은 두 국가에서 세 번째 국가를 창조한 것이 아니었다. 오히려 서독은 효과적으로 동독을 흡수했다. 따라서 통일의 날인 1990년 10월 3일, 독일 민주 공화국은 존재하지 않게 되었고, 그 이전 영토에 있던 다섯 개의 새로운 연방 주가 독일 연방 공화국에 가입했다. 동베를린과 서베를린은 확대된 연방 공화국의 세 번째 완전한 연방 도시국가로 재통일되었다. 재통일된 도시는 확대된 연방 공화국의 수도가 되었다. 이 모델에 따라, 이제 옛 동독의 다섯 개 주와 재통일된 베를린을 포함하도록 확대된 독일 연방 공화국은 1949년 5월에 설립된 것과 동일한 법적 인격을 가지고 계속 존재했다.
기본법은 헌법으로 대체되기보다는 수정되었지만, 여전히 미래에 독일 국민에 의한 정식 헌법 채택을 허용한다.

### 베를린 통합

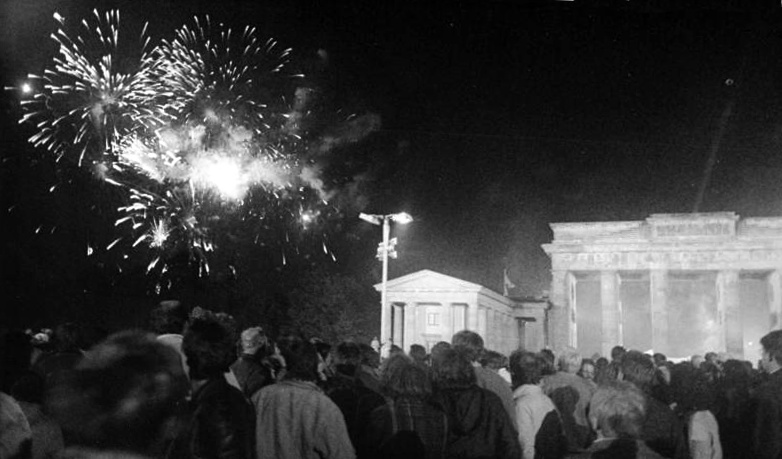
재통일 후 브란덴부르크 문에서의 불꽃놀이

베를린 장벽 붕괴는 전 세계적으로 광범위한 경제적, 정치적, 사회적 영향을 미쳤을 뿐만 아니라, 지역 도시 환경에도 중대한 영향을 미쳤다. 실제로 1989년 11월 9일의 사건은 40년 동안 서로를 무시했던 단일 도시의 두 절반인 동베를린과 서베를린이 마침내 "서로 대치"하게 만들었다. 도시에는 40년의 분단 끝에 통일된 도시가 주요 대도시가 될 수 있는 유리한 위치에 놓일 것이라는 믿음이 있었다.

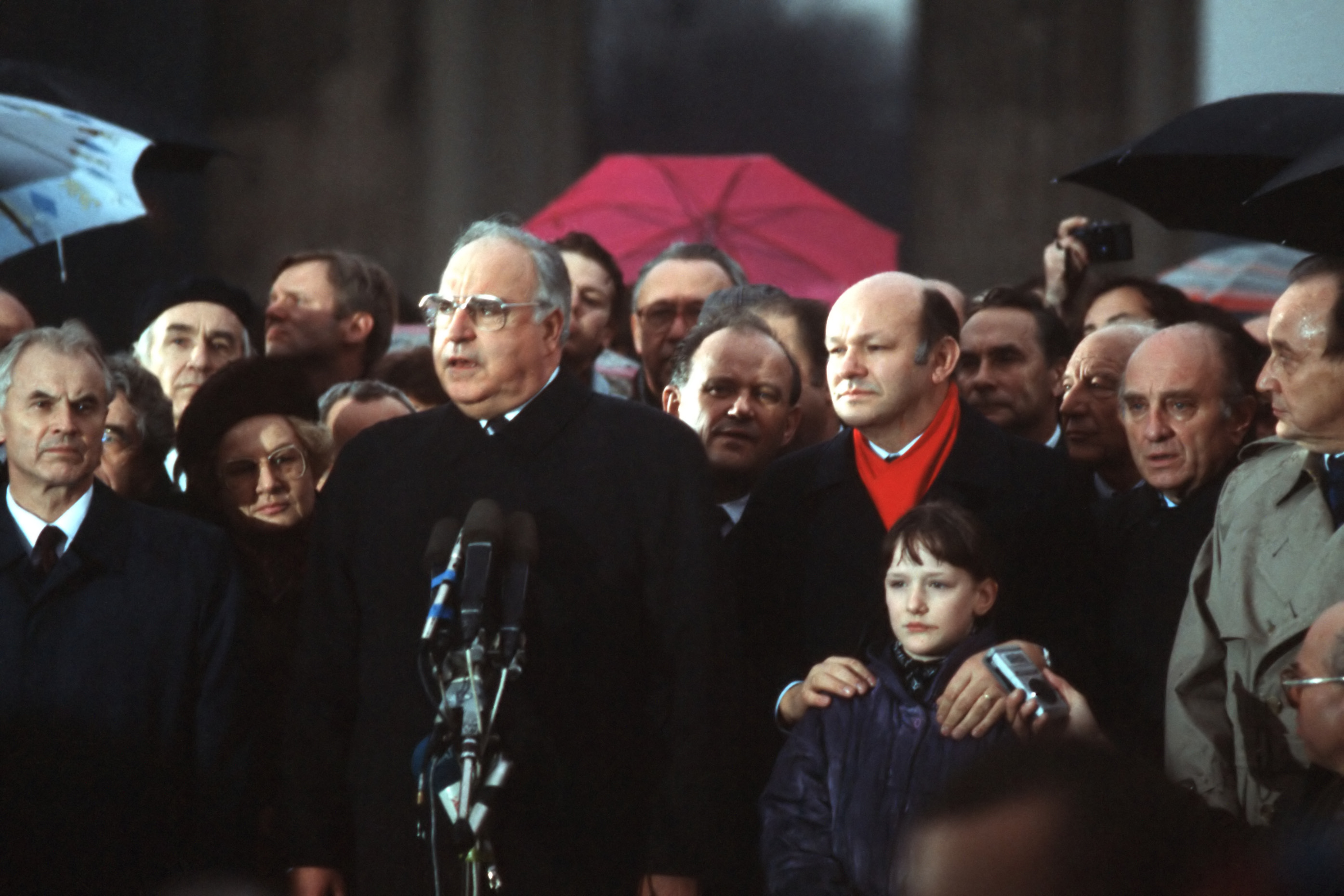
동독 총리 한스 모드로, 서독 총리 헬무트 콜, 서베를린 시장 발터 몸퍼 등은 1989년 12월 22일 브란덴부르크 문 공식 개방에 참여했다.

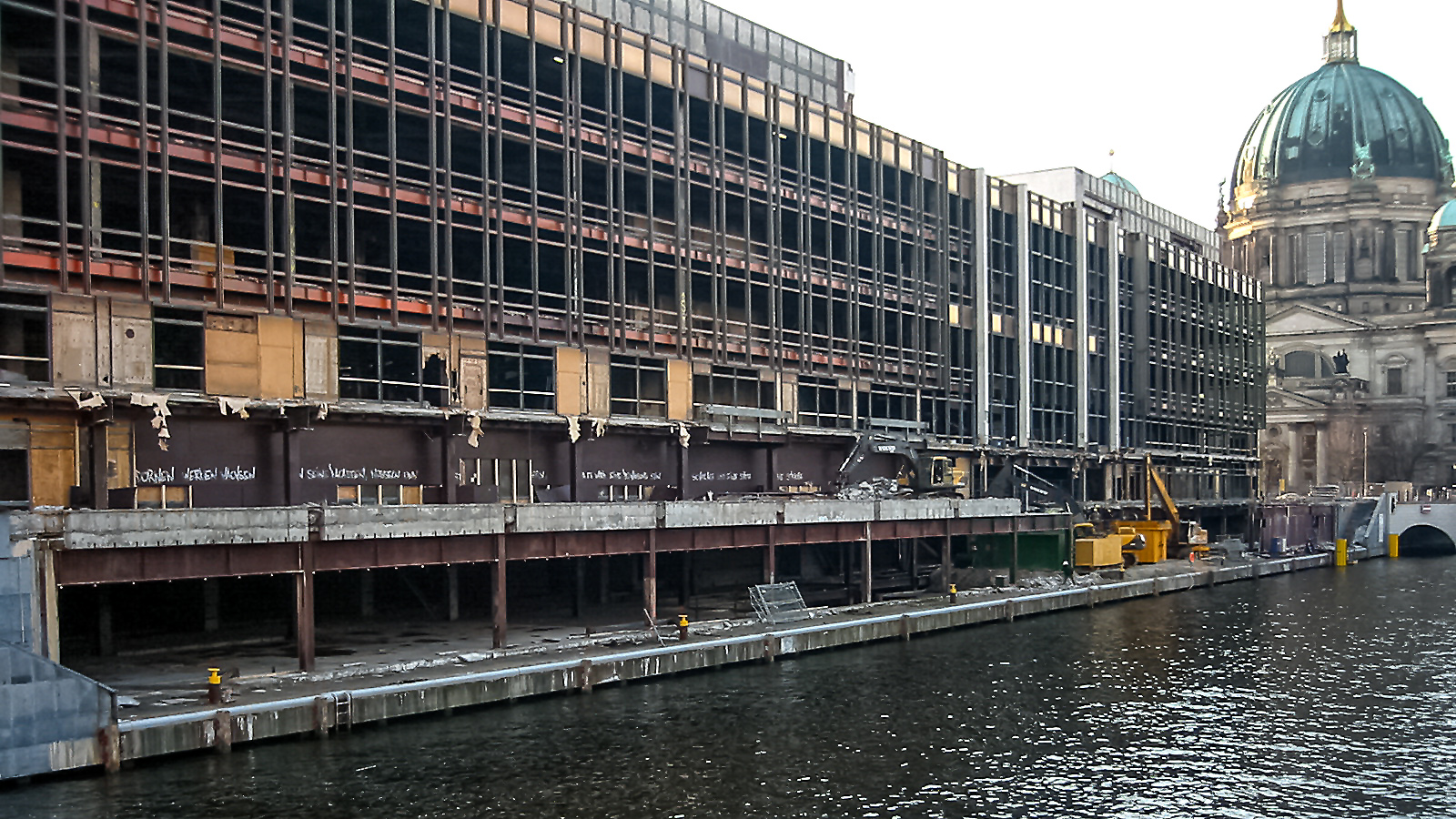
공화국궁전 (베를린)은 베를린 시 궁전의 재건축 공간을 마련하기 위해 2006년에 철거되었으며, 이 궁전은 2020년에 완공되었으나 현재 훔볼트 포룸 박물관을 소장하고 있다.

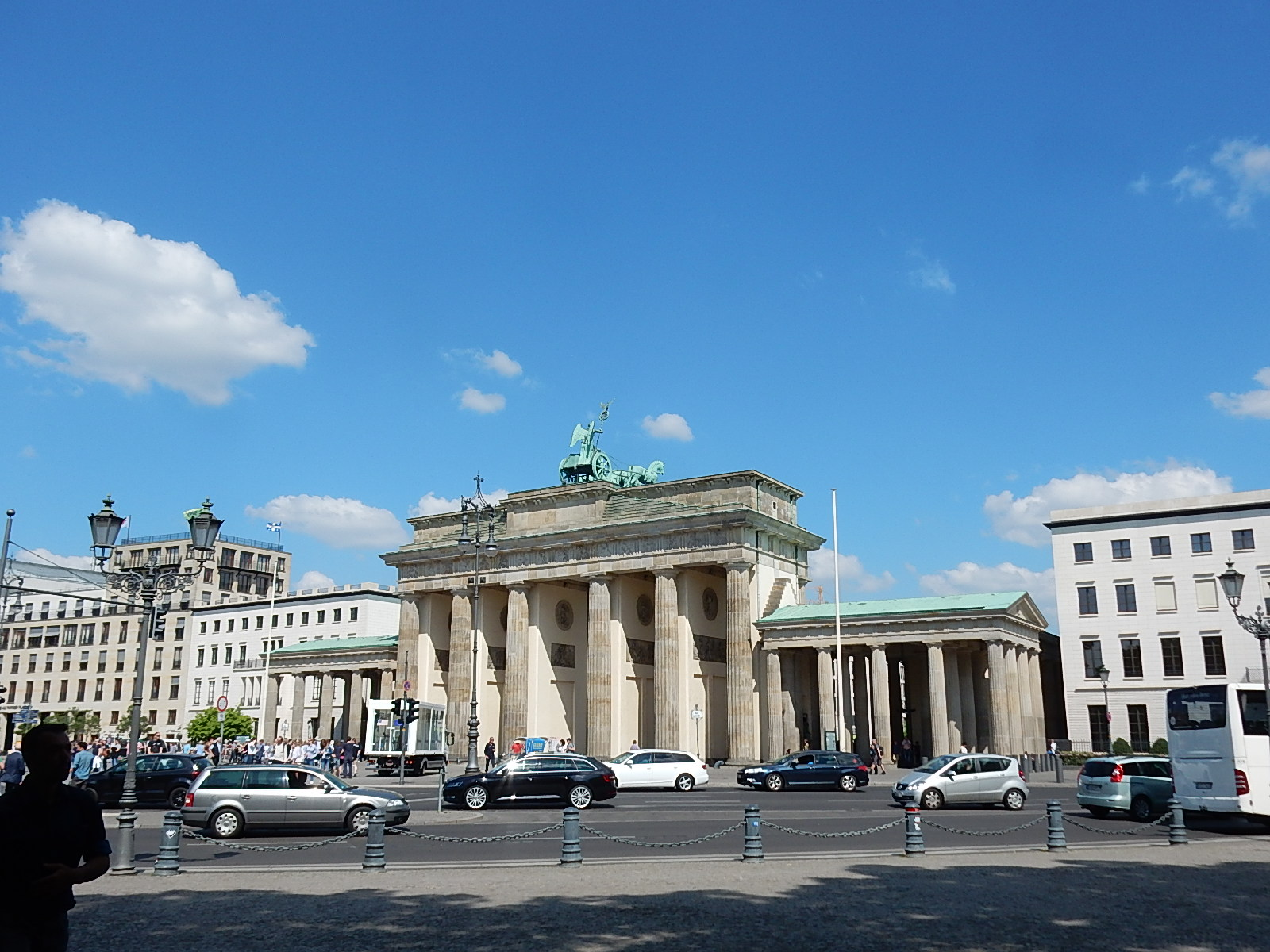
2016년 브란덴부르크 문 근처 옛 장벽 터를 지나는 차량들.

또 다른 주요 우선순위는 베를린을 독일 정부의 소재지로 재확립하는 것이었으며, 이를 위해서는 정부의 필요를 충족시킬 건물들, 즉 "수많은 외국 대사관 부지의 재개발"이 필요했다.
도시의 정체성을 재정의하는 측면에서는 베를린의 전통적인 경관을 복원하는 데 중점을 두었다. "비판적 재건" 정책은 도시의 정체성을 나치와 공산주의 유산으로부터 분리시키려 했지만, 장벽의 기억을 보존하기 위해 경계 지대에 보도와 자전거 도로를 조성하는 등 일부 잔재는 보존되었다. 동베를린 중심부에서는 동독의 모더니스트 유산 대부분이 점진적으로 제거되었다. 베를린 통합은 동베를린의 얼굴에서 사회주의 유산을 줄이기 위한 시도로 동쪽 지역의 정치적 동기 부여된 거리 이름과 기념물을 제거하는 것을 보았다.
장벽 붕괴 직후 베를린은 건설 산업의 호황을 경험했다. 재개발 계획으로 인해 베를린은 1990년대와 2000년대 초반 내내 세계에서 가장 큰 건설 현장 중 하나로 변모했다.
장벽 붕괴는 경제적인 영향도 미쳤다. 경제적 기회의 정도가 현저히 다른 두 독일 시스템이 갑자기 밀접하게 접촉하게 되었다. 상업적 목적으로 부지를 개발했음에도 불구하고, 베를린은 독일의 금융 및 상업 수도가 다른 곳(프랑크푸르트)에 위치하며, 뮌헨, 함부르크, 슈투트가르트, 뒤셀도르프와 같은 다른 주요 서독 중심지와 경쟁하는 데 어려움을 겪었다. 이는 밀라노 대 로마의 이탈리아, 취리히 대 베른의 스위스, 토론토 대 오타와의 캐나다, 시드니 대 캔버라의 호주, 뉴욕 대 워싱턴 D.C.의 미국, 또는 암스테르담 대 헤이그의 네덜란드와 유사하게, 런던, 파리, 마드리드, 빈, 바르샤바, 모스크바와 같이 두 역할을 겸비한 도시들과는 대조적이다. 도시 계획 정책에 의해 지시된 집중적인 건설 활동은 사무 공간의 과잉 확장을 초래하여 "대부분의 행정 기관과 정부 기관이 본에서 이전했음에도 불구하고 높은 공실률"을 보였다.
베를린은 대규모 탈산업화와 관련된 해체된 경제 재편으로 인해 상처를 입었다. 경제학자 올리버 마르크 하르트비히는 동독이 분명 경제적으로 개선되었지만, "[당시 총리였던 헬무트] 콜이 예측했던 것보다 훨씬 느린 속도"였다고 주장한다. 옛 동독과 서독 간의 부와 소득 불균형은 통일 후 수십 년 동안 지속되었다. 평균적으로 옛 서독 성인들은 2014년에 94,000유로 상당의 자산을 보유한 반면, 옛 공산 동독 성인들은 40,000유로를 조금 넘는 자산을 보유했다.
베를린 장벽 붕괴와 위에서 설명한 요인들은 동베를린과 동독으로부터 대규모 이주를 야기하여 서독에 큰 노동 공급 충격을 주었다. 1989년과 1992년 사이에만 총 87만 명의 동독인이 서독으로 이주했으며, 이는 학력이 낮은 노동자, 육체 노동자, 남성, 그리고 외국인에게 고용 결과가 악화되는 결과를 초래했다.
세기말에 접어들면서, 상당한 투자와 계획에도 불구하고 베를린이 "런던이나 파리와 같은 세계 도시 사이에서 제자리"를 되찾을 가능성은 낮다는 것이 분명해졌다. 이는 주로 독일의 금융 및 상업 수도가 행정 수도(베를린)와 다른 곳(프랑크푸르트)에 위치하기 때문이며, 이는 이탈리아(밀라노 대 로마), 스위스(취리히 대 베른), 캐나다(토론토 대 오타와), 호주(시드니 대 캔버라), 미국(뉴욕 대 워싱턴 D.C.), 또는 네덜란드(암스테르담 대 헤이그)와 유사하며, 런던, 파리, 마드리드, 빈, 바르샤바, 모스크바와 같이 두 역할을 겸비한 도시들과는 대조적이다.
그러나 궁극적으로 베를린의 동서부 간 격차는 도시가 새로운 도시 정체성을 얻는 데 기여했다. 낮은 임대료로 버려진 공간을 임시적으로 사용하는 주택으로 특징지어지는 동베를린의 여러 지역은 베를린의 급성장하는 창의적 활동의 중심이자 기반이 되었다. 베를린 시장 클라우스 보베라이트에 따르면, "베를린이 제공할 수 있는 최고의 것, 그것은 독특한 창의성이다. 창의성은 베를린의 미래다." 전반적으로 베를린 정부의 창의성 참여는 창의적 생산보다는 마케팅 및 홍보 활동에 강력히 집중되어 있다.

## 평가

### 재통일 비용
이후의 경제 재편과 옛 동독의 재건은 상당한 비용을 초래했는데, 특히 서독은 동독의 인프라를 재건하기 위해 연대 기금(독일어: Solidaritätszuschlag, de) 형태로 막대한 돈을 지불했다. 또한, 서독 마르크와 동독 마르크 간의 엄청나게 유리한 1:1 환율은 동독인들이 거의 가치 없는 마르크를 서독 통화로 교환하고 임금을 받을 수 있게 했다. 이는 향후 몇 년 동안 서독 예산에 큰 타격을 주었다. 독일 재통일에 따른 연방 정부의 비용은 1조 5천억에서 2조 유로 사이로 추산된다.

### 견해와 삶의 만족도
2019년 퓨 연구센터에서 실시한 설문조사에 따르면, 서독과 동독에 거주하는 독일인의 89%가 통일이 독일에 좋았다고 생각하며, 동독인이 서독인보다 약간 더 이를 지지했다. 동독인의 약 83%는 동독의 시장 경제로의 전환을 승인하고 13%는 반대했으며, 나머지는 잘 모르겠다고 답했다. 동독과 서독 모두에서 삶의 만족도는 1991년 이후 크게 증가했으며, 1991년에는 동독인의 15%가 0에서 10점 척도에서 7점에서 10점 사이로 삶의 만족도를 평가했으나 2019년에는 59%로 증가했다. 서독인의 경우 같은 기간 동안 52%에서 64%로 변화했다. 그러나 독일 정부의 2019년 연례 통일 보고서에 따르면 동독인의 57%가 이등 시민처럼 느꼈고, 38%만이 통일을 성공으로 보았다. 이 수치는 40세 미만에서는 20%로 감소했다.
2023년 한 여론조사에서는 동독인의 40%가 독일인보다는 동독인으로 자신을 인식하고 있으며, 이는 52%였다.
또한, 독일 재통일은 이미 서독과 연계가 있던 동독 가구의 부를 창출하는 데 도움이 되었다. 서독에 거주하며 동독과 사회적 유대를 가지고 있던 사람들은 장벽 붕괴 후 6년간 평균 6%의 부 증가를 경험했으며, 이는 같은 연고가 없는 가구의 두 배 이상이었다. 동독과 강한 사회적 유대 관계를 맺고 있는 지역에서 사업을 하던 기업가들의 소득 또한 증가했다. 이 그룹의 소득은 통일 후 같은 6년간 평균 8.8% 증가했다. 마찬가지로, 서독과 연계가 있는 동독인들은 통일 후 6년 동안 매년 가구 소득이 긍정적인 비율로 증가하는 것을 보았다. 동일한 연계를 갖지 못한 지역의 사람들은 이러한 혜택을 누리지 못했다.
베를린 장벽 붕괴는 동독 노동조합에 재앙을 초래했는데, 이는 노동 개혁과 저임금 동유럽 이웃 국가들로 생산 시설을 해외 이전하는 기업들로 인해 교섭력이 약화되었기 때문이다. 1990년대 중반에 노동조합 및 단체 회원 수가 급격히 감소했으며, 단체 임금 및 급여 협약이 점점 더 드물어졌다. 그 결과, 동독의 직원당 평균 명목 보상은 통일 후 "매우 낮은 수준으로 떨어졌다." 통일 후 시행된 노동 개혁은 기업 비용 절감에 중점을 두었고, 고용주가 일자리를 창출하도록 장려하기 위해 동독의 임금 및 사회 보장 규제를 해체했다. 독일의 저임금 부문은 확장되었고, 저임금 고용 직원의 비율은 2009년까지 노동력의 20%에 달했다.

### 통일 베를린

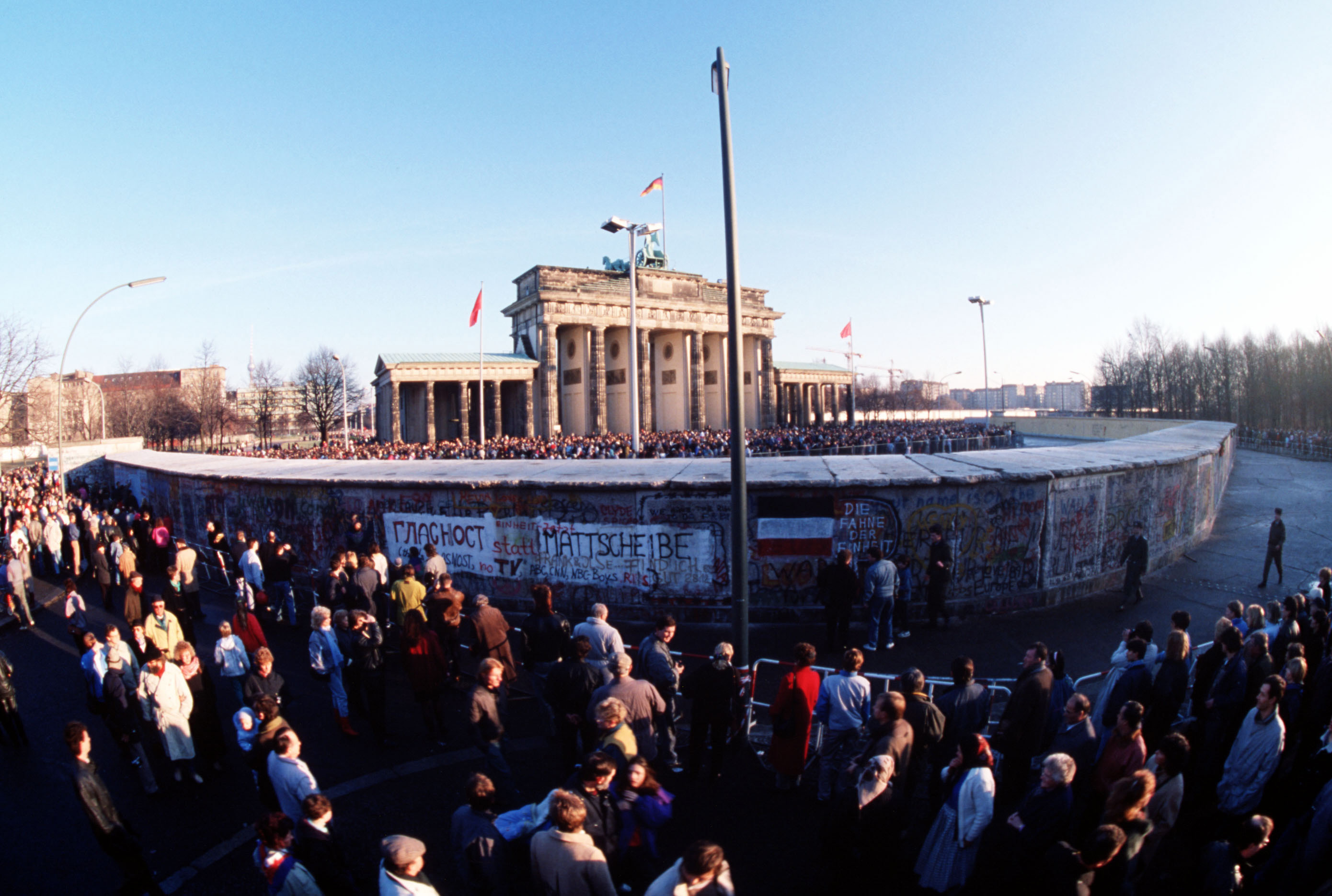
1989년 12월 1일 브란덴부르크 문 인파. 서쪽 입구는 아직 개방되지 않았다.

베를린 장벽 붕괴는 전 세계적으로 광범위한 경제, 정치, 사회적 영향을 미쳤을 뿐만 아니라, 지역 도시 환경에도 중대한 영향을 미쳤다. 사실 1989년 11월 9일의 사건은 40년 가까이 서로를 무시했던 단일 도시의 두 절반인 동베를린과 서베를린이 마침내 "서로 대치"하게 만들었다. 도시에는 40년의 분단 끝에 통일된 도시가 주요 대도시가 될 수 있는 유리한 위치에 놓일 것이라는 믿음이 있었다.

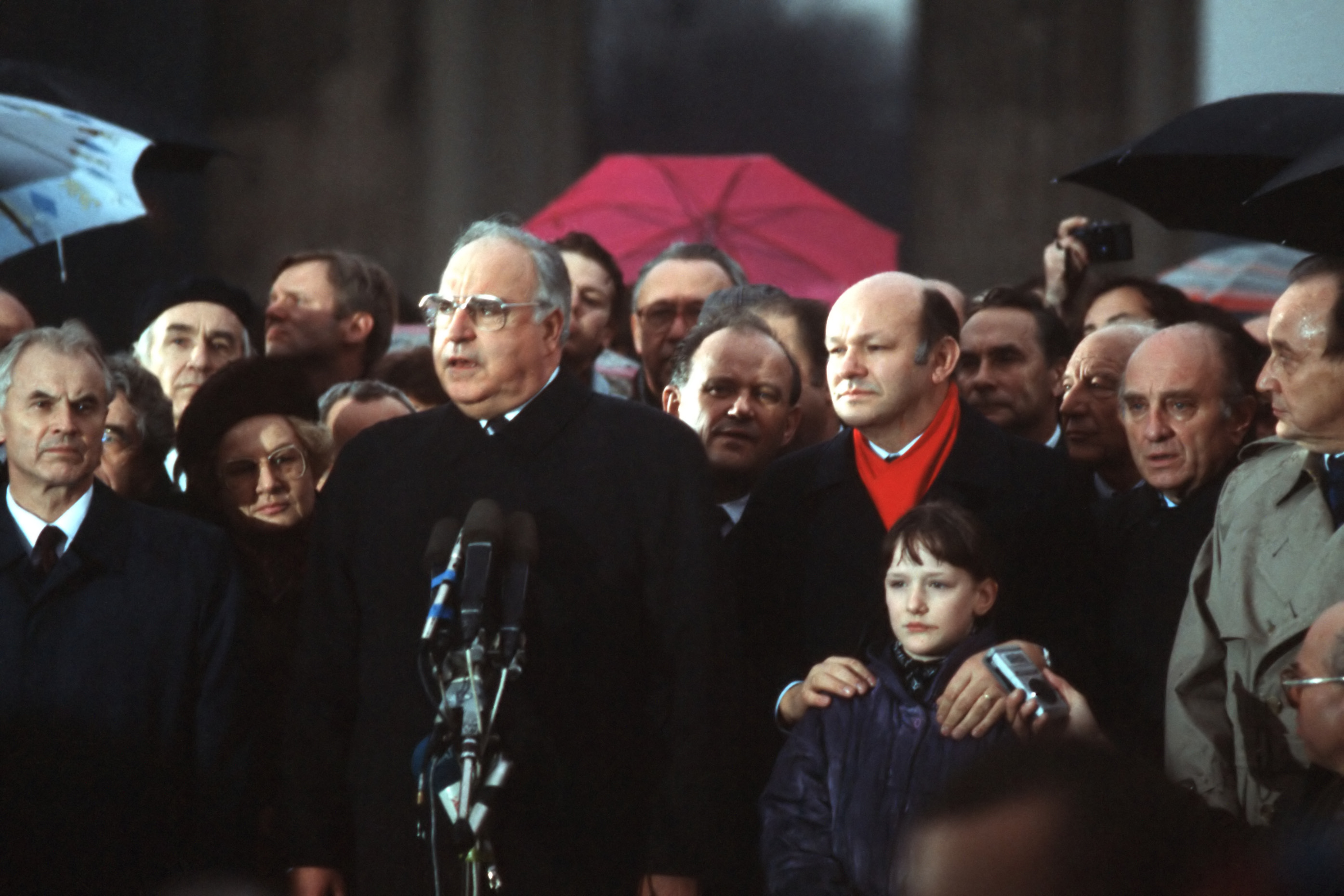
동독 총리 한스 모드로, 서독 총리 헬무트 콜, 서베를린 시장 발터 몸퍼 등은 1989년 12월 22일 브란덴부르크 문 공식 개방에 참여했다.

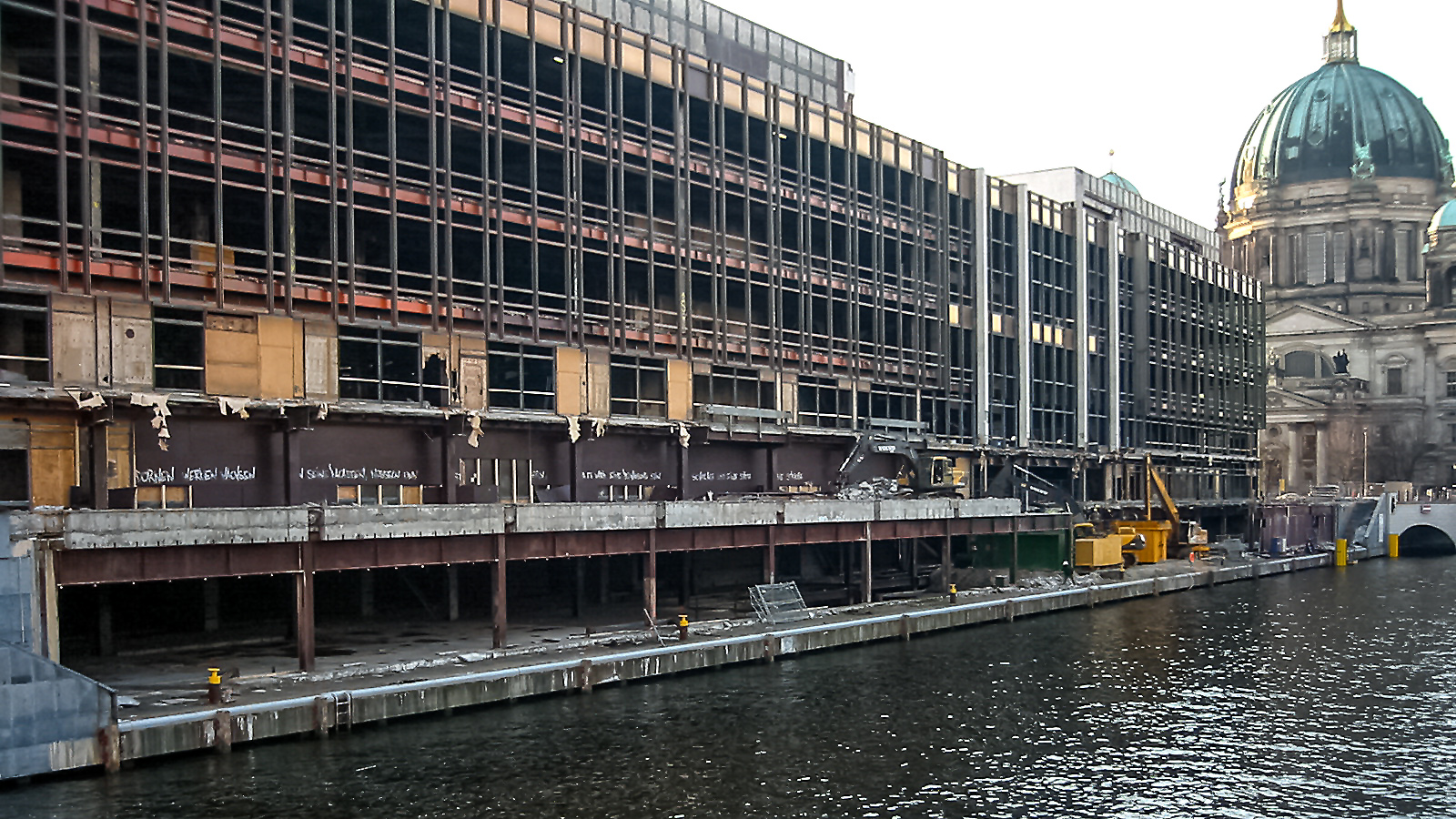
공화국궁전 (베를린)은 베를린 시 궁전의 재건축 공간을 마련하기 위해 2006년에 철거되었으며, 이 궁전은 2020년에 완공되었으나 현재 훔볼트 포룸 박물관을 소장하고 있다.

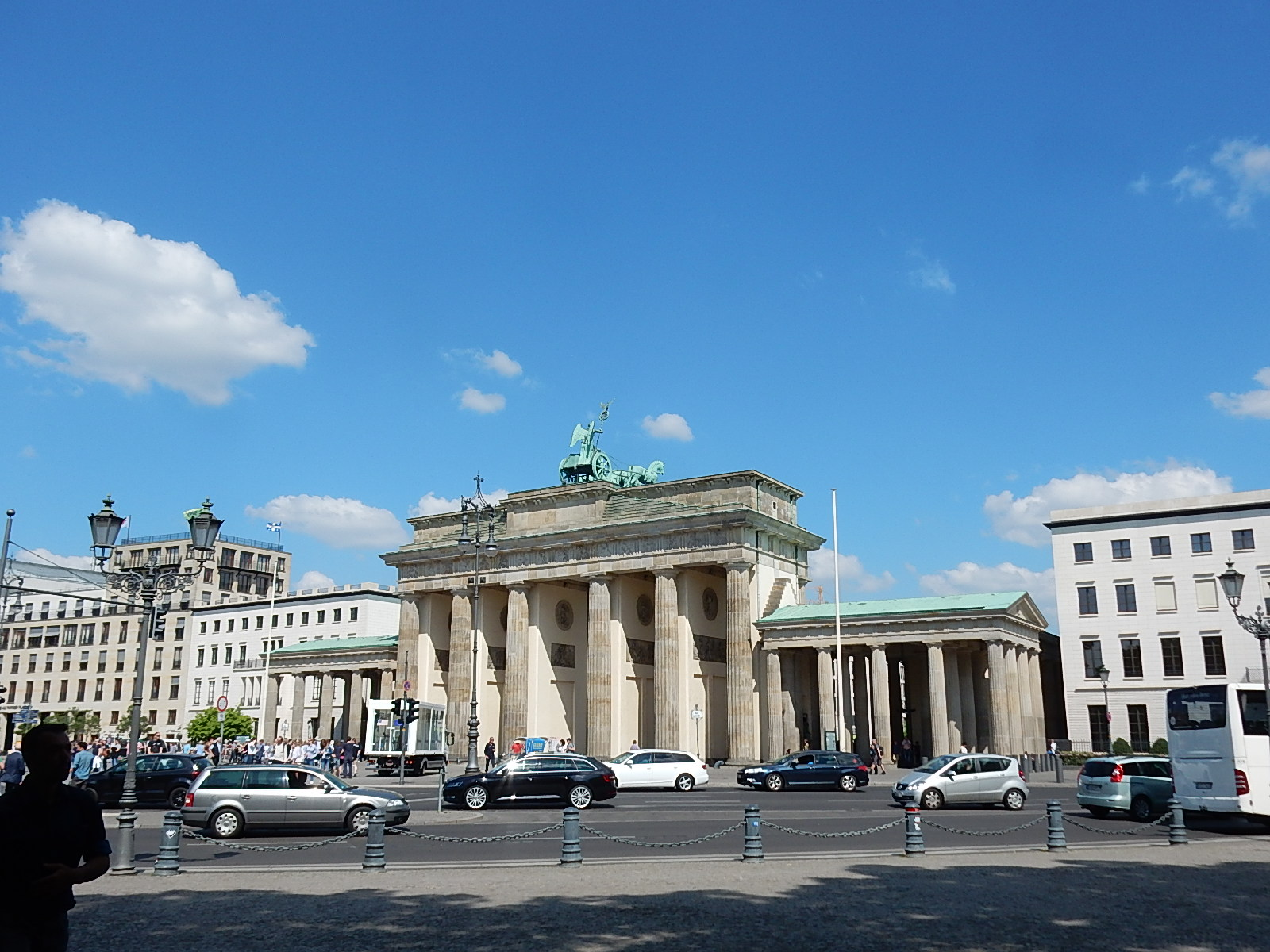
2016년 브란덴부르크 문 근처 옛 장벽 터를 지나는 차량들.

또 다른 주요 우선순위는 베를린을 독일 정부의 소재지로 재확립하는 것이었으며, 이를 위해서는 정부의 필요를 충족시킬 건물들, 즉 "수많은 외국 대사관 부지의 재개발"이 필요했다.
도시의 정체성을 재정의하는 측면에서는 베를린의 전통적인 경관을 복원하는 데 중점을 두었다. "비판적 재건" 정책은 도시의 정체성을 나치와 사회주의 유산으로부터 분리시키려 했지만, 장벽의 기억을 보존하기 위해 경계 지대에 보도와 자전거 도로를 조성하는 등 일부 잔재는 보존되었다. 동베를린 중심부에서는 동독의 모더니스트 유산 대부분이 점진적으로 제거되었다. 베를린 통합은 동베를린의 얼굴에서 사회주의 유산을 줄이기 위한 시도로 동쪽 지역의 정치적 동기 부여된 거리 이름과 기념물을 제거하는 것을 보았다.
장벽 붕괴 직후 베를린은 건설 산업의 호황을 경험했다. 재개발 계획으로 인해 베를린은 1990년대와 2000년대 초반 내내 세계에서 가장 큰 건설 현장 중 하나로 변모했다.
장벽 붕괴는 경제적인 영향도 미쳤다. 경제적 기회의 정도가 현저히 다른 두 독일 시스템이 갑자기 밀접하게 접촉하게 되었다. 상업적 목적으로 부지를 개발했음에도 불구하고, 베를린은 독일의 금융 및 상업 수도가 행정 수도(베를린)와 다른 곳(프랑크푸르트)에 위치하며, 뮌헨, 함부르크, 슈투트가르트, 뒤셀도르프와 같은 다른 주요 서독 중심지와 경쟁하는 데 어려움을 겪었다. 이는 밀라노 대 로마의 이탈리아, 취리히 대 베른의 스위스, 토론토 대 오타와의 캐나다, 시드니 대 캔버라의 호주, 뉴욕 대 워싱턴 D.C.의 미국, 또는 암스테르담 대 헤이그의 네덜란드와 유사하며, 런던, 파리, 마드리드, 빈, 바르샤바, 모스크바와 같이 두 역할을 겸비한 도시들과는 대조적이다. 도시 계획 정책에 의해 지시된 집중적인 건설 활동은 사무 공간의 과잉 확장을 초래하여 "대부분의 행정 기관과 정부 기관이 본에서 이전했음에도 불구하고 높은 공실률"을 보였다.
베를린은 대규모 탈산업화와 관련된 해체된 경제 재편으로 인해 상처를 입었다. 경제학자 올리버 마르크 하르트비히는 동독이 분명 경제적으로 개선되었지만, "[당시 총리였던 헬무트] 콜이 예측했던 것보다 훨씬 느린 속도"였다고 주장한다. 옛 동독과 서독 간의 부와 소득 불균형은 통일 후 수십 년 동안 지속되었다. 평균적으로 옛 서독 성인들은 2014년에 94,000유로 상당의 자산을 보유한 반면, 옛 공산 동독 성인들은 40,000유로를 조금 넘는 자산을 보유했다.
베를린 장벽 붕괴와 위에서 설명한 요인들은 동베를린과 동독으로부터 대규모 이주를 야기하여 서독에 큰 노동 공급 충격을 주었다. 1989년과 1992년 사이에만 총 87만 명의 동독인이 서독으로 이주했으며, 이는 학력이 낮은 노동자, 육체 노동자, 남성, 그리고 외국인에게 고용 결과가 악화되는 결과를 초래했다.
세기말에 접어들면서, 상당한 투자와 계획에도 불구하고 베를린이 "런던과 파리의 유럽 세계 도시 사이에서 제자리"를 되찾을 가능성은 낮다는 것이 분명해졌다. 이는 주로 독일의 금융 및 상업 수도가 행정 수도(베를린)와 다른 곳(프랑크푸르트)에 위치하기 때문이며, 이는 이탈리아(밀라노 대 로마), 스위스(취리히 대 베른), 캐나다(토론토 대 오타와), 호주(시드니 대 캔버라), 미국(뉴욕 대 워싱턴 D.C.의 미국, 또는 암스테르담 대 헤이그의 네덜란드와 유사하며, 런던, 파리, 마드리드, 빈, 바르샤바, 모스크바와 같이 두 역할을 겸비한 도시들과는 대조적이다.
그러나 궁극적으로 베를린의 동서부 간 격차는 도시가 새로운 도시 정체성을 얻는 데 기여했다. 낮은 임대료로 버려진 공간을 임시적으로 사용하는 주택으로 특징지어지는 동베를린의 여러 지역은 베를린의 급성장하는 창의적 활동의 중심이자 기반이 되었다. 베를린 시장 클라우스 보베라이트에 따르면, "베를린이 제공할 수 있는 최고의 것, 그것은 독특한 창의성이다. 창의성은 베를린의 미래다." 전반적으로 베를린 정부의 창의성 참여는 창의적 생산보다는 마케팅 및 홍보 활동에 강력히 집중되어 있다.

## 비교

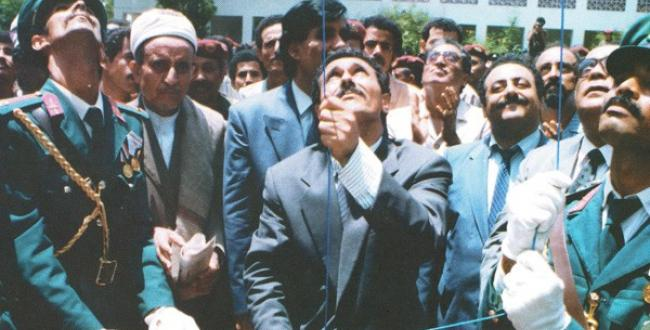
1990년 5월 22일 북예멘과 남예멘의 통일로 현재의 예멘이 형성되었다.

한반도기 (1991년~현재)

독일만이 냉전으로 인해 두 국가로 분단된 유일한 국가(1949~1990)는 아니었다. 한국 (1945~현재), 중국 (1949~현재), 예멘 (1967~1990), 베트남 (1954~1976)은 "서방-(자유) 자본주의" 및 "동방-공산주의" 지역 또는 옛 점령을 통해 분리되었거나 현재도 분리되어 있다.
한국과 베트남은 각각 한국 전쟁(1950~1953)과 베트남 전쟁(1955~1975)으로 인해 심각한 피해를 입었으며, 이는 막대한 경제적 및 민간인 피해를 초래했다. 그러나 독일의 분단은 또 다른 전쟁으로 이어지지 않았다.
더욱이 독일은 이후의 폭력적인 충돌 없이 평화적인 재통일을 달성한 이들 국가 중 유일하다. 예를 들어, 베트남은 1976년에 북베트남 공산 정부 아래 전쟁 후 재통일을 달성했고, 예멘은 1990년에 평화로운 재통일을 달성했지만 이후 내전을 겪어 재통일 과정이 지연되었다. 북한과 남한, 그리고 중국 본토와 대만은 여전히 높은 정치적 긴장과 막대한 경제적, 사회적 격차로 인해 가능한 재통일이 엄청난 도전이 되고 있다. 중국의 경우, 대만 독립운동으로 인해 중국 통일이 더욱 어려워지고 있다. 동독과 서독도 오늘날 여전히 경제와 사회 이념에서 차이를 보이고 있는데, 이는 남북 베트남과 유사하며, 독일 정부가 균등화하려는 분단의 유산이다.

## 같이 보기

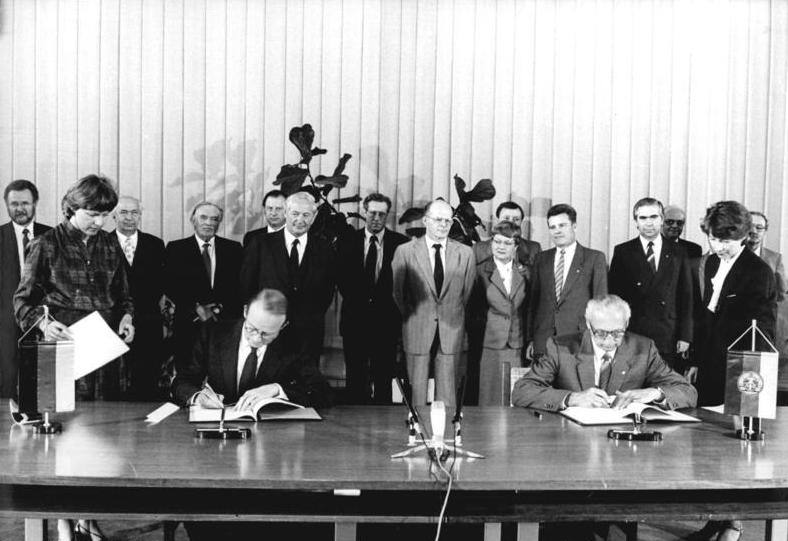
1986년 5월 6일 동독과 서독 간의 독일-독일 문화 협정 서명

- 양독 관계
- 양독 국경
- 소련의 붕괴
- 양안통일
- 아일랜드 통일
- 남북통일
- 탈공산주의
- 베트남의 재통일
- 예멘의 통일

## 내용주
1. ↑  자르란트는 1947년에 점령된 독일로부터 사실상 분리되어 보호령이 되었고, 1957년에 서독의 일부가 되었다.
2. ↑  "전체 독일"이라는 문구는 포츠담 협정에 기록되어 독일을 언급했다.
3. ↑  또한, 1965년 이전에는 IOC가 독일 올림픽 위원회만 인정했기 때문에 자를란트, 독일 연방 공화국, 독일 민주 공화국의 별도 올림픽 위원회는 IOC의 인정을 받지 못했고, 독일은 1968년까지 동계 및 하계 올림픽에서 단일 팀으로 참가했다.
4. ↑  실제로 새로운 헌법은 반체제 인사와 동독 시민 사회 대표들로 구성된 "원탁회의"에 의해 초안되었지만 나중에 폐기되었고, 이는 많은 동독 지식인들을 불쾌하게 했다.[51]

## 더 읽어보기
- Blumenau, Bernhard; Hanhimäki, Jussi; Zanchetta, Barbara (2018). 《New perspectives on the end of the Cold War: unexpected transformations?》. Cold War history. Abingdon, Oxon (GB) New York (N.Y.): 라우틀리지. ISBN 978-1-138-73134-9.
- Engel, Jeffrey A. (2017). 《When the world seemed new: George H.W. Bush and the end of the Cold War》. Boston ; New York: 호튼 미플린 하코트 출판사. 273–291쪽. ISBN 978-0-547-42306-7.
- Maier, Charles S. (1999). 《Dissolution: The crisis of Communism and the end of East Germany》. Princeton, N.J: 프린스턴 대학교 출판부. ISBN 978-0-691-00746-5.
- Meacham, Jon (2016). 《Destiny and power: the American odyssey of George Herbert Walker Bush》. New York: Random House. ISBN 978-0-8129-7947-3.
- Schemper, Lukas (2016년 12월 22일). 《Diasporas and American debates on German unification》. 《트랜스아틀랜틱 스터디스 저널》 (영어) 15. 41–60쪽. doi:10.1080/14794012.2016.1265349. ISSN 1479-4012.
- Spohr, Kristina (September 2000). 《German unification: Between official history, academic scholarship, and political memoirs》. 《더 히스토리컬 저널》 (영어) 43. 869–888쪽. doi:10.1017/S0018246X99001387. ISSN 0018-246X. JSTOR 3020982.
- Zelikow, Philip; Rice, Condoleezza (2002). 《Germany unified and Europe transformed: a study in statecraft; with a new preface》 6.판. Cambridge, Mass.: 하버드 대학교 출판부. ISBN 978-0-674-35325-1.
- Sites of Unity 보관됨 2023-09-17 - 웨이백 머신, 하우스 데어 게쉬츠의 독일 재통일에 관한 온라인 프로젝트, 2022.

### 주요 자료
Jarausch, Konrad; Gransow, Volker, 편집. (1994). 《Uniting Germany: documents and debates, 1944 - 1993》. 번역 Brown, Allison; Cooper, Belinda. Providence: 베르그한 북스. ISBN 978-1-57181-011-3.